# Protestas en Nicaragua de 2018
Las protestas en Nicaragua de 2018 fueron una serie de manifestaciones y actos violentos que se produjeron en el verano de 2018 en Nicaragua. Las protestas se iniciaron el 18 de abril de 2018 con el argumento del descontento con las reformas al sistema de seguro social, aunque algunas otras fuentes señalan el inicio de las mismas el día 7 de abril con el incendio en la reserva Indio Maíz. Las protestas, que se prolongaron por varios  meses y se tornaron en acciones violentas, con varias  muertes debida a la represión estatal y de la acción de algunos manifestantes, culminaron con la petición de dimisión del presidente Daniel Ortega y la vicepresidente Rosario Murillo y elecciones anticipadas que con el apoyo del gobierno de los Estados Unidos y sus aliados que descalificaban al gobierno nicaragüense denunciándolo como ilegítimo.
Aunque el 22 de abril el presidente Ortega revocó las reformas al Seguro Social que originaron las protestas, estas continuaron  y en su  transcurso se dieron acciones violentas que provocaron víctimas mortales, algunas de ellas por la intervención de las fuerzas de orden público en la represión de las mismas, así como por grupos organizados y grupos paramilitares afines al partido de gobierno, el FSLN y por los participantes en las mismas que extendieron las acciones violentas por todo el país realizando controles de carreteras, que se denominaron "tranques", donde se detectaba, retenía y asesinaba a personas. Se desconoce el número exacto de víctimas aunque se estima que hubo alrededor de 400 fallecidos,según la CIDH el número de muertes llegó hasta las 325.
Dicha represión y sus víctimas fue condenada por la Oficina del Alto Comisionado de las Naciones Unidas para los Derechos Humanos (ACDH) la Comisión Interamericana de Derechos Humanos (CIDH) y el Grupo Intererdisciplinario de Expertos Independientes (GIEI) de la CIDH y numerosos gobiernos de otros países.  Por parte del gobierno de Nicaragua, como del FSLN y otros organismos y países, se denunció la intervención de  EE. UU. en la preparación de las mismas y en la orquestación de la campaña internacional que las apoyó denominándolas como un intento de golpe de Estado.

## Antecedentes
En 2013, el Instituto Nicaragüense de Seguridad Social (INSS) entró en un déficit que fue creciendo de forma continua durante los siguientes años, alcanzando los 1,579 millones de córdobas en 2016 y 2,182.6 millones hasta noviembre de 2017. La misión del Fondo Monetario Internacional (FMI) en Nicaragua alertó en 2017 de que las reservas de efectivo del INSS se agotarían en 2019 si no se llevaba a cabo una reforma del mismo. El gobierno de Daniel Ortega preparó una reforma del INSS con el asesoramiento del FMI. El gobierno descartó algunas de las medidas propuestas por el Fondo Monetario Internacional como retrasar la edad de jubilación, argumentando que a una edad más avanzada hay menos posibilidades de conseguir empleo, así como la urgencia de la reforma, que debía dar resultados tempranos para asegurar la viabilidad inmediata del INSS, mientras que algunas medidas del FMI darían resultados en tres o cuatro años.
A principios de abril de 2018, la patronal Consejo Superior de la Empresa Privada (COSEP) anunció que había comenzado a negociar con el gobierno la reforma del INSS, declarando que la solución debía incluir un aumento de la contribución de las empresas y de los empleados, así como una reforma fiscal, así también creando un nuevo impuesto para las personas jubiladas del 5%. En las negociaciones participaron gobierno, representantes de la gran empresa (COSEP) y sindicatos sandinistas y quedaron excluidas las pequeñas y medianas empresas.
Las reformas fueron anunciadas el 16 de abril y publicadas oficialmente el 18 de abril. La reforma incluyó un incremento del 0.75% (del 6.25% al 7%) de la contribución al INSS por parte de los empleados y un 2% (del 19% al 21%) por parte de los empresarios a partir de julio. La aportación de los empresarios se incrementaría anualmente hasta llegar al 22.5% en 2020. A esto se añadiría un 5% de deducción de las pensiones. Los sindicatos del Frente Nacional de los Trabajadores (FNT) y Unión Nacional de Empleados apoyaron la reforma, mientras que la patronal COSEP la rechazó, aseguró que esta no contaba con consenso y presentó un recurso de amparo para intentar revertirla.

## Cronología de las protestas

### Inicio (18 de abril)

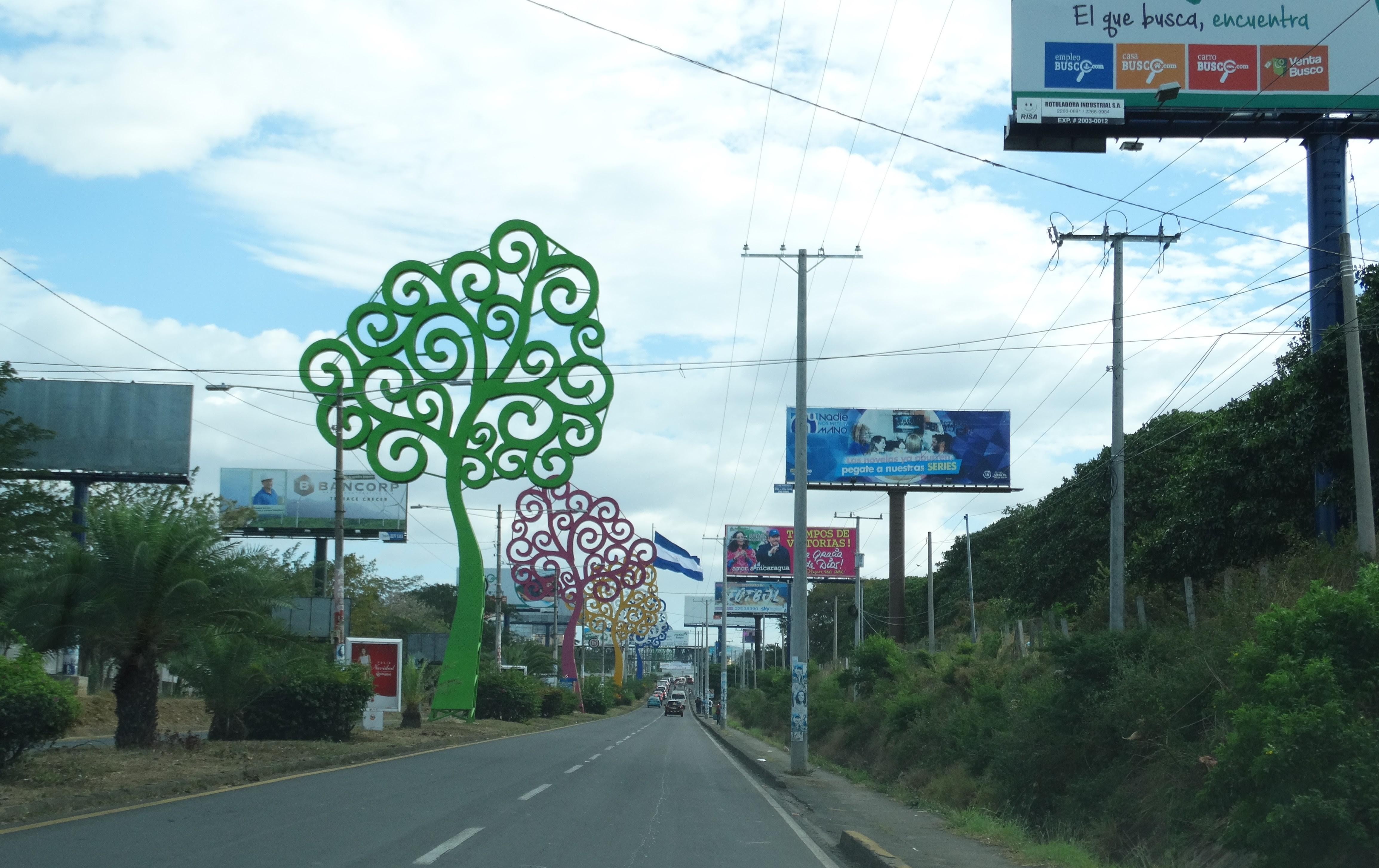
Árboles de la vida en una calle de Managua, algunos de los cuales fueron derribados por los manifestantes.

El miércoles 18 de abril de 2018, día en el que se publicó oficialmente la reforma del Instituto Nicaragüense de Seguridad Social (INSS), miembros de la coalición opositora Frente Amplio por la Democracia (FAD), activistas feministas y algunos estudiantes, se manifestaron contra la reforma del INSS en la ciudad de León frente a las instalaciones del INSS. En el mismo lugar se manifestaron a favor de la reforma miembros de la Juventud Sandinista. Durante el día se registraron varios enfrentamientos entre ambos grupos. Estudiantes de la Universidad Centroamericana (UCA) en Managua también se manifestaron en contra de la reforma, coincidiendo con manifestantes a favor de la reforma y registrándose enfrentamientos de nuevo.

### Escalada (19-21 de abril)
El jueves 19 de abril las protestas contra la reforma se extendieron a varios departamentos, incluyendo León, Managua, Granada, Boaco, Carazo, Estelí y Rivas. El gobierno también había convocado a sus simpatizantes para manifestarse en la capital, Managua.
Las protestas fueron especialmente activas en varias universidades del país. En la Universidad Nacional Agraria (UNA) y la Universidad Nacional de Ingeniería (UNI) en Managua hubo enfrentamientos entre manifestantes y policía antidisturbios. Los manifestantes hicieron uso de armas de fuego, piedras, morteros caseros y cócteles molotov y la policía de gas lacrimógeno y balas de goma.
En la Universidad Nacional Autónoma de Nicaragua de Managua (UNAN-Managua), las autoridades universitarias, los sindicatos y la Unión Nacional de Estudiantes de Nicaragua (UNEN) apoyaron la reforma del INSS, impidieron protestas en el recinto y llamaron al debate y la no violencia.
Durante los enfrentamientos murieron tres personas por disparos de armas de fuego: un policía y un trabajador cerca de la Universidad Politécnica de Nicaragua (UPOLI) en Managua y un estudiante durante un ataque de la opodición a la alcaldía de Tipitapa. La Cruz Roja Nicaragüense reportó 48 heridos que recibieron atención médica durante el día.
Las protestas se extendieron al barrio Monimbó en Masaya, un histórico bastión de la Revolución Sandinista. Algunos grupos destruyeron instalaciones públicas y privadas, incluyendo al menos un domicilio particular.

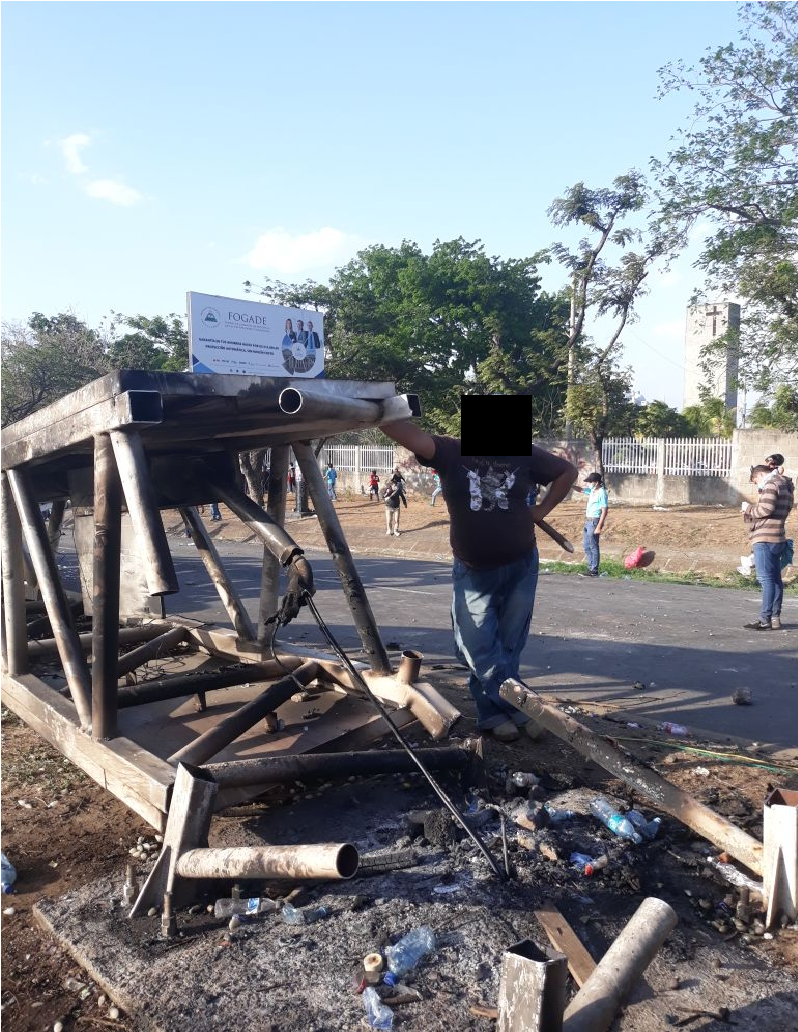
Un manifestante posa junto a los restos incinerados de un "árbol de la vida"

El Instituto Nicaragüense de Telecomunicaciones y Correos (TELCOR), ente regulador de las telecomunicaciones, ordenó un corte de emisión de cuatro canales de televisión que informaban de las protestas: Canal 12, Canal 23, Canal 51 y 100% Noticias. El corte fue efectivo varias horas durante el 19 de abril, excepto al canal 100% Noticias, el cual estuvo fuera del aire hasta el 25 de abril.
Ese mismo día, la vicepresidenta Rosario Murillo condenó las muertes ocurridas durante el día, hizo un llamado a la paz y describió a los promotores de las protestas como «minúsculos grupos».
La jornada del viernes 20 de abril dejó dos muertos: un joven en la UPOLI que recibió un impacto de bala y un estudiante de 15 años del Colegio Loyola (Álvaro Conrado). Durante la noche varios edificios públicos fueron quemados por opositores. Entre ellos, el Centro Universitario de la Universidad Nacional Autónoma de Nicaragua (UNAN-León) en León y la alcaldía de Granada. También fue quemada la sede de Radio Darío, propiedad del periodista opositor Aníbal Toruño, en la ciudad de León. Los enfrentamientos y el vandalismo continuaron durante la noche dejando alrededor de siete muertos. En Managua los manifestantes derribaron con sierras en la Carretera a Masaya y en algunas rotondas los árboles de la vida, estructuras metálicas en forma de árbol colocadas por el gobierno en 2013, dichas estructuras son consideradas como "símbolos de la dictadura" por los opositores al gobierno. Los estudiantes se refugiaron en la Catedral de Managua donde recibieron víveres.
El Consejo Superior de la Empresa Privada (COSEP) convocó a las empresas afiliadas y a sus trabajadores a una marcha nacional para el 23 de abril. La vicepresidenta Rosario Murillo anunció que el gobierno reinstalaría una mesa de diálogo sobre la reforma del INSS para buscar un nuevo consenso.
El sábado 21 de abril, tras una noche de fuertes enfrentamientos, amaneció con el Ejército desplegado en varias ciudades para custodiar instalaciones públicas como la Alcaldía de Managua o el Aeropuerto Internacional Augusto C. Sandino. El presidente Daniel Ortega se pronunció públicamente por primera vez desde el inicio de las protestas. En sus declaraciones hizo un llamamiento a la paz y a retomar el diálogo con el Cosep. Entre la tarde y la noche del sábado fueron quemados las instalaciones de las alcaldías de Diramba y Jinotepe, además, se reportó que la parroquia Santiago de Jinotepe fue asaltada por grupos violentos no identificados. En esa misma jornada, la agente de policía Juana Francisca Aguilar, murió por un disparo en la cabeza.

#### Asesinato de Ángel Gahona (21 de abril)
En la noche del 21 de abril, el periodista Ángel Gahona, corresponsal desde su propio medio de comunicación, muere al recibir un disparo  mientras realizaba una transmisión a través de Facebook Live de su programa Noticiero El Meridiano, de una manifestación en la ciudad de Bluefields mientras mostrando daños causados en el edificio de una alcaldía..
El día 8 de mayo la Fiscalía General comunicó la captura de dos jóvenes, acusados de ser los «posibles culpables» del asesinato del periodista y locutor. La esposa del periodista asegura que el asesinato fue perpetrado por fuerzas policiales a pesar de que este se encontraba al lado de policías que se refugiaban de disparos que hacían los opositores.

### Revocación de la reforma y concesiones (22-29 de abril)
El domingo 22 de abril, el presidente Ortega anuncia mediante televisión la revocación de la reforma al seguro social. El Ministerio de Educación informó la suspensión de las clases a nivel nacional en los niveles de primaria, secundaria y de educación para adultos para el lunes 23 de abril. El mismo día los estudiantes de la UPOLI denunciaron un ataque de la Policía contra su universidad.
El 23 de abril el Consejo Superior de la Empresa Privada (COSEP) pidió que los estudiantes formasen parte de la mesa del diálogo anunciada por el gobierno y que la Conferencia Episcopal ejerciese de mediadora. Al día siguiente, la Conferencia Episcopal aceptó mediar en el diálogo.
El martes 24 de abril líderes del movimiento campesino publicaron un comunicado en apoyo a los manifestantes antigubernamentales e hicieron un llamado a una huelga general así como a negociaciones que incluyan a todos los sectores de la sociedad. La líder del movimiento campesino, Francisca Ramírez, hizo un llamado a la renuncia del presidente Ortega.

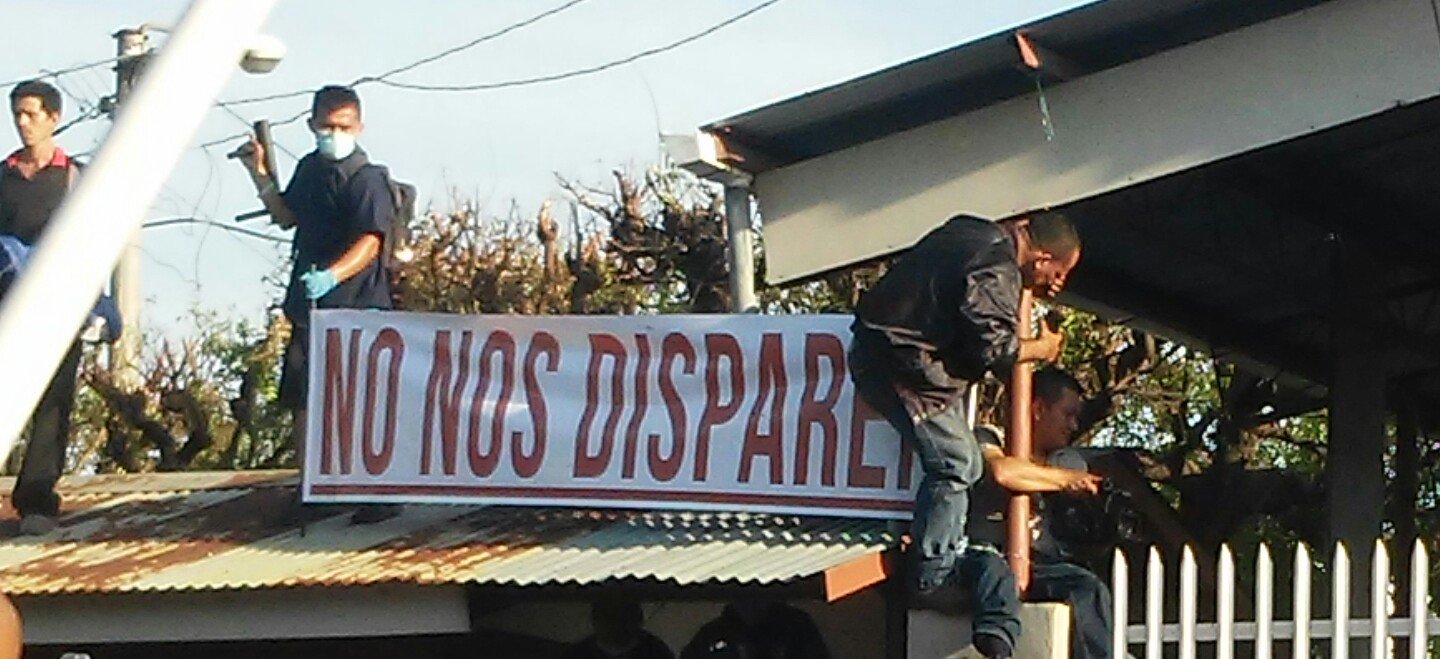
Estudiantes de la Universidad Politécnica sostienen una pancarta con el texto "No nos disparen" en alusión a los manifestantes muertos por armas de fuego en enfrentamientos con la Policía Nacional.

El 25 de abril se creó en la Universidad Politécnica de Nicaragua el Movimiento Universitario 19 de Abril como interlocutor para el diálogo con el gobierno. En una rueda de prensa presentaron sus exigencias al gobierno, que incluían la liberación de detenidos, anular antecedentes policiales, procesar penalmente a los responsables de las muertes, suspensión de altos cargos de la Policía Nacional incluyendo a Aminta Granera y Francisco Díaz Madriz, garantías de no represalias y la reconstrucción de las instalaciones universitarias.
Durante los días posteriores a la revocación de las reformas, el gobierno hizo una serie de concesiones. El 23 y 24 de abril las autoridades liberaron a unos 200 detenidos, algunos de los cuales denunciaron haber sido torturados. El 26 de abril la fiscal auxiliar Inés Miranda anunció que el Ministerio Público iniciaría una investigación formal sobre las muertes, lesiones, robos y daños a la propiedad pública y privada durante las protestas. El 27 de abril, la jefa de la Policía Nacional de Nicaragua, Aminta Granera, renunció a su cargo. El 29 de abril la Asamblea Nacional aprobó la creación de una Comisión de la Verdad.
El 28 de abril la Conferencia Episcopal anunció que daría un plazo de un mes para evaluar el cumplimiento de los acuerdos que se alcancen durante el diálogo.

### Continuidad de las protestas (22-30 de abril)
A pesar de la revocación de las reformas, las protestas continuaron durante el 22 de abril y los días posteriores. El 22 de abril se presentaron saqueos a distintos supermercados y comercios en Managua, especialmente los supermercados Palí y Maxi Palí propiedad del grupo Walmart Nicaragua. En la noche, se reportó un enfrentamiento en la Universidad Politécnica de Nicaragua entre la policía y estudiantes de la universidad.
En la jornada del lunes 23 de abril marcharon miles de ciudadanos en Managua convocados por el gremio de la empresa privada, los manifestantes exigieron el cese de la violencia en el país, la liberación de los estudiantes detenidos por la policía y el cese de la censura de medios televisivos, además de pedir una respuesta por parte del gobierno acerca de los estudiantes fallecidos durante las protestas.
El 28 de abril miles de campesinos ingresan a Managua para participar en una peregrinación convocada por la Conferencia Episcopal de Nicaragua.
El 30 de abril el FSLN convocó un acto oficial en Managua por el Día Internacional de los Trabajadores y en tributo a Tomás Borge al que asistieron muy pocas personas en comparación a las otras manifestaciones convocadas por la oposición. En la manifestación realizada por el gobierno en Plaza de las Victorias, Carretera a Masaya, Daniel Ortega se dirigió a los asistentes, haciendo un llamado a la paz y al diálogo, y pidió un minuto de silencio por los muertos.

### Mayo
El 2 de mayo el Movimiento Universitario 19 de Abril fijó un plazo de siete días al gobierno sandinista para permitir a la Comisión Interamericana de Derechos Humanos (CIDH) y la Oficina del Alto Comisionado de las Naciones Unidas para los Derechos Humanos investigar las muertes ocurridas durante las protestas. Una marcha estudiantil salió en la mañana desde la UCA hacia la Asamblea Nacional para protestar contra la Comisión de la Verdad, la cual consideraban favorable al gobierno,sin embargo la protesta fue detenida por un grupo de antimotines a la altura del antiguo Hospital Militar, por lo que dicha marcha regresó a la UCA y desde allí se dirigió a la UPOLI para solidarizarse con otros grupos atrincherados en dicha universidad alrededor de la cual, en la noche, se habían vuelto a levantar  barricadas pese a que fuerzas policiales se encontraban en las inmediaciones.

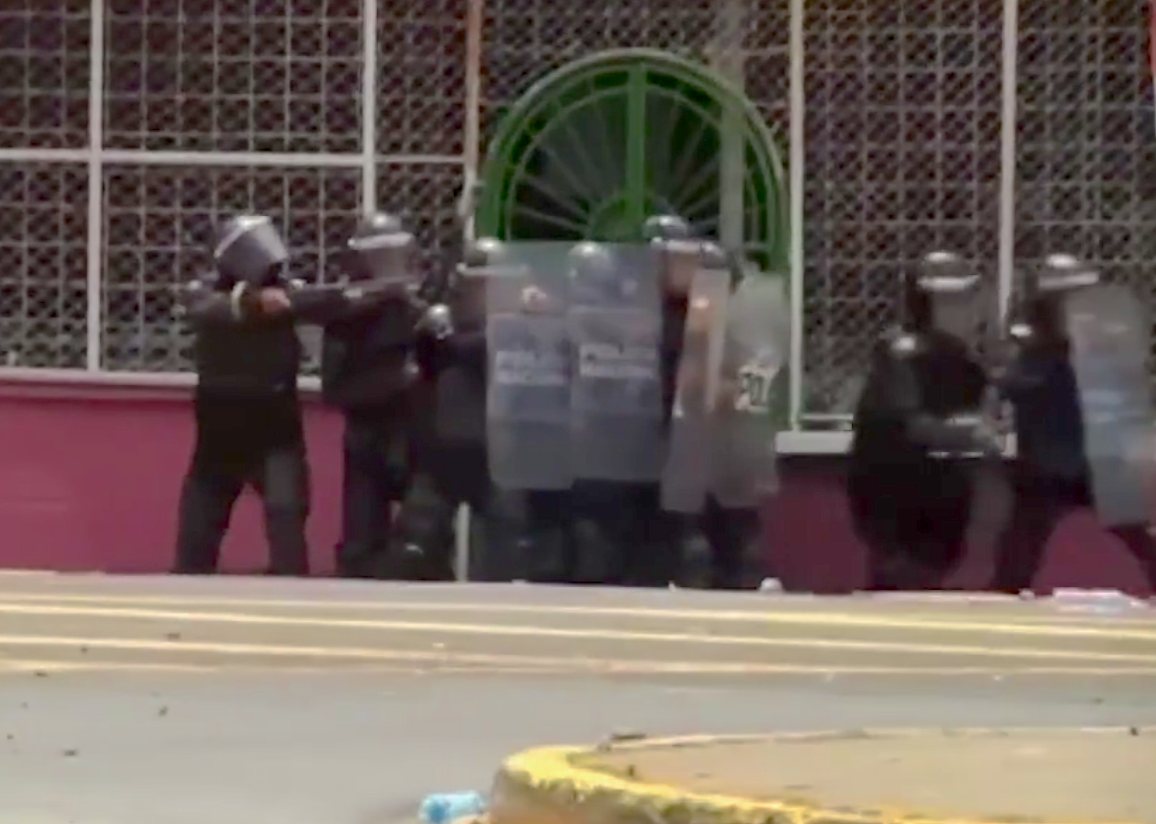
Policías antimotines en las inmediaciones de los semáforos de la Universidad Centroamericana.

El 3 de mayo policías antimotines atacaron la UPOLI de madrugada causando 6 heridos, 1 de gravedad. El Movimiento Universitario 19 de Abril respondió al incidente afirmando que no participaría en el diálogo con Ortega debido al ataque que puso en peligro las negociaciones.
La Conferencia Episcopal de Nicaragua, mediante un comunicado leído por el cardenal Leopoldo Brenes, declaró que las «dolorosas muertes sufridas durante las manifestaciones universitarias deben ser esclarecidas a fondo» y que el objetivo del diálogo sería «revisar el sistema político del país desde su raíz, para lograr una democracia auténtica».
Tras nombrar a sus representantes en el diálogo nacional, las principales organizaciones del sector privado expresaron a través de un comunicado algunos temas que consideran debe ser parte de la agenda de discusión. Entre ellos se incluyó la petición de realizar una investigación independiente y creíble para investigar los asesinatos ocurridos durante las protestas, reformas al sistema electoral que garanticen elecciones libres y transparentes, cambios en las instituciones gubernamentales para garantizar el restablecimiento del Estado de derecho y resolver los problemas de sostenibilidad y transparencia del Instituto Nicaragüense del Seguro Social (INSS).
La Comisión Interamericana de Derechos Humanos (CIDH) solicitó al Estado de Nicaragua «observar en el terreno» lo ocurrido en el contexto de las protestas, ante lo que el gobierno había solicitado tiempo para «aguardar el avance de los procesos internos.» La Comisión ha decidido instalar una «sala de coordinación y respuesta oportuna integrada» para dar «especial atención a la situación de los derechos humanos en Nicaragua» y reiterado «de manera urgente su solicitud de anuencia al Estado para la realización de una visita al país».
El 4 de mayo grupos universitarios de Alianza Universitaria Nicaragüense, Movimiento Estudiantil 19 de Abril y Movimiento Universitario 19 de Abril crean una coalición para participar en el diálogo y condenan la iniciativa de la Asamblea Nacional crear una Comisión de la Verdad que consideran parcializada.
Grandes grupos de estudiantes universitarios de centro de enseñanza superior públicos piden la salida de la Dirigencia de Unión Nacional de Estudiantes por su actuación y apoyo al gobierno de Nicaragua.
El 7 de mayo el Movimiento Universitario 19 de Abril anunció que recrudecería las protestas en León y solicitó el respaldo a los estudiantes que tengan «conciencia de la causa». La Comisión Interamericana de Derechos Humanos (CIDH) reiteró al Gobierno de Nicaragua su solicitud de ingreso al país para investigar las muertes, desapariciones, aprehensiones y lesiones que dejó la jornada de protestas de abril, al considerar que las acciones que se desarrollan a nivel interno «no cuentan con la credibilidad de toda la población». El Centro Carter, fundado por el expresidente de los Estados Unidos Jimmy Carter, envió un misión de ayuda para el diálogo nacional que se realizaría más adelante en el país.
El Movimiento Universitario 19 de Abril aseguró que mientras no hubiesen condiciones no participarán en el diálogo con el gobierno. Según el MU19A esta decisión fue tomada debido a agresiones recibidas de la policía antidisturbios y militantes sandinistas en la noche del día 6 de mayo en Niquinohomo, Catarina y Monimbó, Masaya. Los líderes del Movimiento 19 de Abril, en Masaya, exigen el retiro inmediato de las fuerzas especiales de la Policía Nacional y de la Juventud Sandinista en ese departamento.
En la tarde y noche del 7 de mayo hubo enfrentamientos entre estudiantes de la Universidad Politécnica de Nicaragua (UPOLI) y la Policía Nacional. Según los protestantes hubo, al menos, cinco heridos. Según medios oficiales fueron secuestrados cuatro autobuses y uno de estos fue quemado. Un representante de la Unión Regional de Cooperativas de Transporte calificó a los autores de la quema de «atajo de pandilleros» y aseguró que, si seguían quemando sus autobuses, se defenderían. El presidente de la Cooperativa Colón aconsejó a cooperativas de transporte de Managua suspender el servicio.
El 8 de mayo estudiantes de la Universidad Nacional Agraria y de la Universidad Católica (privada), se sumaron a las protestas. El rector de la privada Universidad Americana (UAM), Ernesto Medina, dijo hoy que el Gobierno de Nicaragua vetó una propuesta de los obispos para ser uno de los interlocutores en el diálogo por parte de las universidades.
El 9 de mayo tuvo lugar una marcha en Managua bajo el lema «Por la Justicia y la Democratización de Nicaragua». La marcha fue convocada inicialmente por Movimiento por Nicaragua y Movimiento Universitario 19 de Abril y apoyada por Movimiento Campesino Nicaragüense y varias organizaciones patronales como el Cosep, AmCham y Upanic. Decenas de miles de personas marcharon en Managua y otras ciudades como Matagalpa y León. Simpatizantes del gobierno se manifestaron en Avenida Bolívar, Managua.

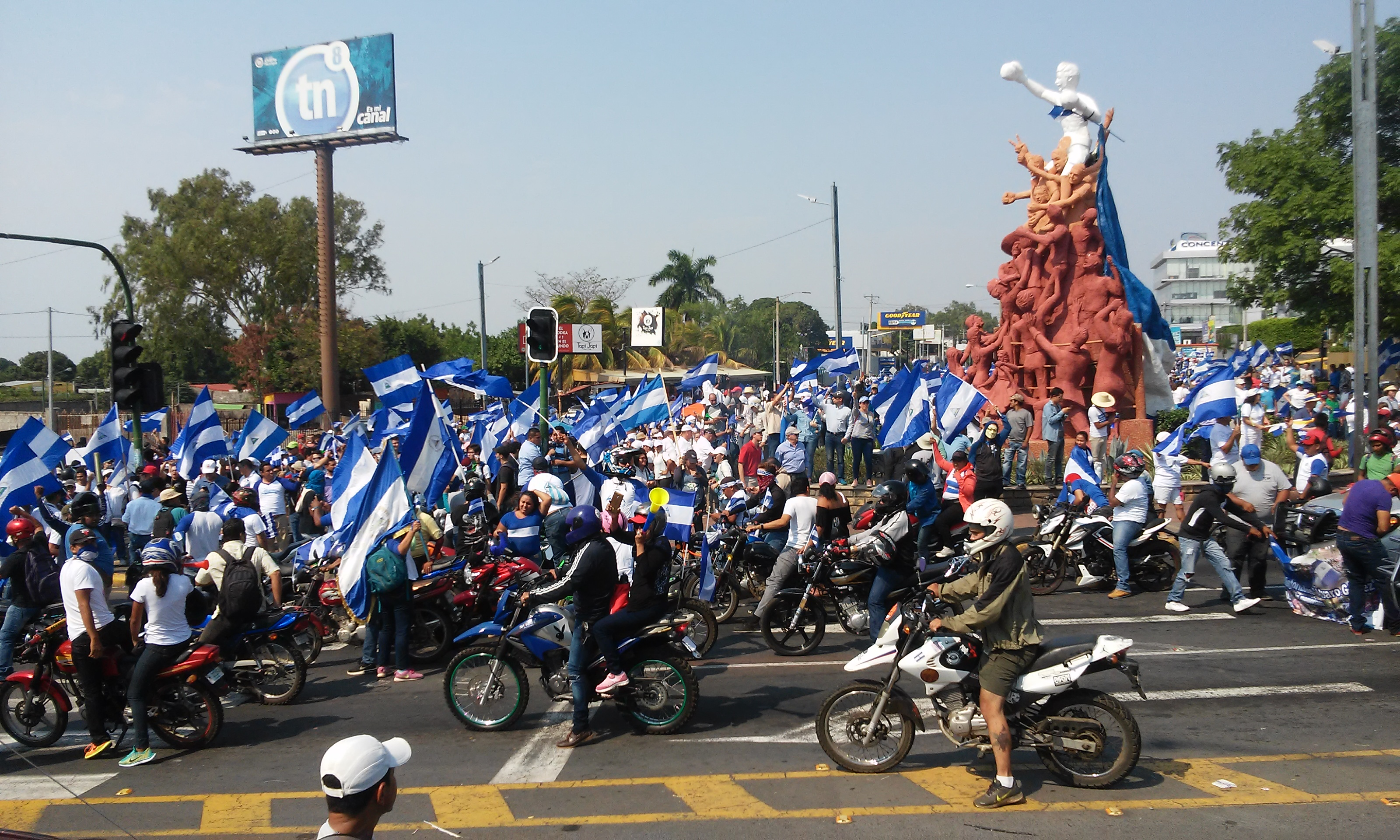
Manifestantes protestando en Managua el 9 de mayo de 2018

Un grupo de directivos y propietarios de medios de comunicación, que incluían Radio Darío, La Prensa, Radio Corporación, Confidencial, condena «masacre», censura y represión del Gobierno de Nicaragua. El Ministerio Red Apostólica de Nicaragua que agrupa a unas 1500 iglesias evangélicas del país, pidió la renuncia del presidente Daniel Ortega y la vicepresidenta Rosario Murillo.
El 10 de mayo el Gobierno de Nicaragua cede protagonismo a obispos para el inicio del diálogo. La primera dama y vicepresidenta de Nicaragua Rosario Murillo indicó que el Gobierno está preparado para asistir al diálogo cuando los obispos lo estimen conveniente.
Decenas de campesinos realizan un tranque en el empalme de Lóvago, jurisdicción del municipio de San Pedro de Lóvago, en Chontales, exigiendo al gobierno de Nicaragua que acelere la instalación de un diálogo que involucre a todos los sectores.La marcha de los buses, camiones, camionetas entre otros, que cubrían la ruta de Managua a Nueva Guinea, de Managua a San Carlos, y viceversa, se encontraba paralizada en ese lugar a causa de los tranques. La Universidad Nacional Autónoma de Nicaragua (UNAN-Managua) exigió la entrega del recinto universitario Rubén Darío, donde desde el pasado lunes 7 de mayo un grupo de estudiantes se mantiene atrincherado en demanda de la destitución de la dirigencia estudiantil y expresando su respaldo a las protestas ciudadanas.
Durante la noche los enfrentamientos en Managua dejaron tres muertos. El gobierno responsabilizó a grupos criminales liderados por partidos de derecha.
Miembros del Ejército de Nicaragua se desplegaron en la mañana del 11 de mayo en las calles de Carazo. Un camión del ejército estuvo retenido durante unos minutos en el tranque que se ubica en la salida de Jinotepe a Nandaime. Miembros del ejército de Nicaragua también fueron vistos reguardando las instituciones del Estado y también  se reportó la presencia de militares en el segundo piso de la alcaldía de Jinotepe, ante la polémica, posteriormente señalaron que era algo de rutina. Nicaragua amaneció  con un ambiente tenso, con protestas y tranques en distintos puntos del país.
El 11 de mayo la Conferencia Episcopal de Nicaragua le dio 72 horas de plazo al Gobierno de Daniel Ortega para que brinde condiciones para iniciar un diálogo. Las cuatro condiciones que pusieron los obispos al gobierno de Nicaragua fueron:
1. Permitir la entrada de una delegación de la Comisión Interamericana de Derechos Humanos (CIDH).
2. Suprimir cuerpos paramilitares y ordenar el retiro de civiles a favor del mandatario.
3. Detener todo tipo de represión de la policía contra grupos civiles que protestan.
4. Dar signos de voluntad de diálogo.

El 12 de mayo más de 10 ciudades fueron escenarios de fuertes enfrentamientos en al menos 8 departamentos del norte, centro y Pacífico de Nicaragua. Los departamentos donde se registraron los mayores enfrentamientos fueron Chinandega, Granada, León, Managua, Masaya y Rivas en el Pacífico, así como Estelí y Matagalpa en el norte. Mientras tanto en la ciudad de Masaya los enfrentamientos se extendieron por más de 12 horas.
El presidente Ortega pidió un cese de la violencia, leyendo una escueta declaración, en la que pidió «el fin de la muerte y la destrucción, que no siga derramando sangre de los hermanos nicaragüenses». El Ejército de Nicaragua aseguró que no se involucraría en actos de represión contra ciudadanos que protestan y abogó por un diálogo para ayudar a resolver la crisis en el país, según declaraciones del portavoz de la institución castrense, coronel Manuel Guevara. A pesar de estas declaraciones, persiste la polémica sobre qué institución armó y entreno a los grupos paramilitares, e incluso fuerzas policiales, pues estos emplearon armamento de uso estrictamente militar, a como lo son lanzacohetes RPG-7, granadas de mano, fusiles Dragunov y ametralladoras de diversos tipos, así fue documentado en numerosos vídeos, fotografías y testimonios de sobrevivientes y organizaciones de derechos humanos.
El 13 de mayo miles de personas llegaron desde Managua a Masaya en caravana, para apoyar a esa ciudad por la pérdida de al menos una vida y 150 heridos en los últimos días previos a la llegada de los manifestantes.
El 14 de mayo a mediodía venció el plazo emitido por la iglesia para aceptar diálogo. Pese a que el gobierno no cumplió con todas las condiciones la iglesia buscando abrir una ventaja que llevara a la paz, decidió aceptar el inicio del diálogo para el día 16 de mayo.
El Gobierno de Nicaragua aceptó la entrada de una misión de la Comisión Interamericana de Derechos Humanos (CIDH) para «observar la situación de los derechos humanos» en el país, informó el Secretario General de la Organización de los Estados Americanos (OEA), Luis Almagro. Los representantes estudiantiles, la sociedad civil y el sector privado invitados a participar en el diálogo nacional por la Conferencia Episcopal de Nicaragua, confirmaron su consentimiento para acudir a la mesa de diálogo que comenzará el miércoles 16 de mayo a pesar de la represión de la Policía Nacional de Nicargua y grupos de Enfrentamientos del FSLN. La líder del movimiento anti-canal nicaragüense, Francisca Ramírez, anunció que había sido excluida del diálogo nacional como representante del campesinado nicaragüense.
Mientras la Conferencia Episcopal de Nicaragua aceptaba el diálogo, a Sébaco eran enviadas decenas de antimotines dejando al menos 16 heridos, incluidos cuatro menores. Los enfrentamientos duraron hasta altas horas de la noche y fueron secundados por grupos afines al gobierno, los cuales  amenazaban incluso con matar al párroco de la ciudad por albergar a los heridos dentro de la iglesia. Esa misma noche el obispo de Matagalpa, monseñor Rolando José Álvarez Lagos, después de una misa en la iglesia de Sébaco, salió en procesión con el Santísimo Sacramento, para detener los enfrentamientos entre manifestantes y policías antimotines, pasando por las barricadas.
El 15 de mayo hubo duros enfrentamientos en Matagalpa, donde manifestantes quemaron instalaciones de la Policía Nacional y murieron un trabajador de la alcaldía y un profesor por disparos de arma de fuego.

#### Enfrentamientos en Niquinohomo (4-7 de mayo)
El 4 de mayo grupos paramilitares, supervisados por el alcalde de Masaya por el FSLN, Orlando Noguera Vega, atacaron a manifestantes en la entrada del municipio de Niquinohomo, departamento de Masaya ciudad natal del general Augusto César Sandino. Los manifestantes habían pintado de azul y blanco, los colores de la bandera de Nicaragua como símbolo de las protestas, el monumento a Sandino.
El 6 de mayo se produjeron nuevos actos de violencia en horas de la tarde en Catarina y Niquinohomo, cuando fuerzas especiales de la Policía Nacional y paramilitares trataban de reprimir a un grupo de manifestantes que regresaban de una marcha pacífica por la democracia y contra el gobierno de Daniel Ortega en Monimbó, Masaya.
El 7 de mayo la alcaldesa sandinista de Niquinohomo firmó un acuerdo con el cura del pueblo como garante, según el cual el monumento a Augusto César Sandino ya no volverá a ser pintado de rojo y negro (los colores del FSLN). A cambio, los pobladores se comprometieron a que el pueblo volverá a la normalidad pero cuando llegó la noche las barricadas seguían. Y los jóvenes que resguardaban el municipio decían que su lucha solo terminaría cuando se fuera Ortega. Esto después de los duros enfrentamientos que tuvieron los días anteriores con la Policía Nacional de Nicaragua y miembros del partido Frente Sandinista de Liberación Nacional (FSLN) con la población local.

### Inicio del diálogo nacional (16-23 de mayo)

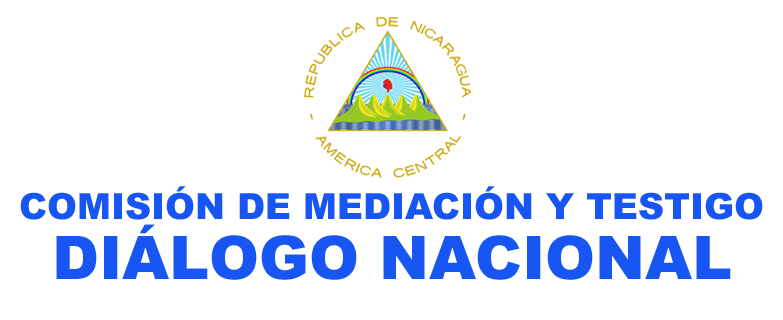
Emblema del Diálogo Nacional de Nicaragua.

El 16 de mayo tuvo lugar en el Seminario de Nuestra Señora Fátima la primera sesión de la mesa del Diálogo Nacional. En la mesa participaron miembros del gobierno, sectores académico y estudiantil, sindicatos de trabajadores, organizaciones patronales y organizaciones civiles. La Conferencia Episcopal de Nicaragua participó como mediador entre las partes. La lista de participantes, conocida extraoficialmente, fue:
- Conferencia Episcopal de Nicaragua (mediadores): Leopoldo Brenes, Silvio Báez, Rolando Álvarez, Jorge Solórzano y Bosco Vivas.
- Gobierno: el presidente Daniel Ortega, la vicepresidenta Rosario Murillo y un grupo de asesores.
- Sector académico: el presidente del Consejo Nacional de Universidades y rector de la UNA Telémaco Talavera y el rector de la UCA José Idiáquez.
- Sector estudiantil
- Organizaciones civiles: la dirigente del Movimiento Autónomo de Mujeres Azahálea Solís, el exdiplomático Carlos Tünnermann Bernheim, el exdiputado y editor de La Prensa Luis Sánchez Sancho y el dirigente del Movimiento Campesino Consejo en Defensa de la Tierra, Lago y Soberanía Mairena Medardo Mairena entre otros.
- Sindicatos de trabajadores: la directora del Movimiento María Elena Cuadra Sandra Ramos, el secretario general de la Central Sandinista de Trabajadores Luis Barbosa y el dirigente de la misma Roberto González y el presidente de la Asociación Nacional de Educadores de Nicaragua José Antonio Zepeda.
- Empresa privada: el presidente del Consejo Superior de la Empresa Privada José Adán Aguerri, la presidenta de la AmCham Nicaragua María Nelly Rivas, el presidente de la Fundación Nicaragüense para el Desarrollo Económico y Social Juan Sebastián Chamorro, el presidente de la Unión de Productores Agropecuarios de Nicaragua Michael Healy y el presidente de la Federación de Asociaciones Ganaderas de Nicaragua Álvaro Vargas.

El presidente Daniel Ortega afirmó: «A todos nos duele la muerte de nuestros seres queridos, pero tenemos la obligación de no responder a la violencia con más violencia, porque sino tenemos escalas que terminan en guerras, y el pueblo está cansado de eso». El diálogo en Nicaragua tuvo un comienzo muy caliente. La tabla que busca una solución pacífica a la crisis entre el gobierno de Daniel Ortega y los sectores de la oposición comenzó con una fuerte demanda de los estudiantes. «Hemos decidido estar en esta mesa para exigirles en este momento que ordenen el cese inmediato de los ataques que están ocurriendo en el país», dijo el líder estudiantil Lesther Alemán. Las protestas en Nicaragua no han terminado y han continuado en todo el país. Después de escuchar al estudiante, el presidente nicaragüense cuestionó la ola de protestas que se han producido en el país durante el último mes y dijo que era una «violencia irracional». Monseñor Juan Abelardo Mata Guevara, obispo de Estelí, hace tres pedidos a Daniel Ortega. El cineasta guatemalteco, Eduardo Jessi Espigar Szejmer, murió al ser aplastado por un Árbol de la Vida derribado por manifestantes en el sector Metrocentro de Managua. Protestas en la capital durante el desarrollo del primer día de diálogo.
La Comisión Interamericana de Derechos Humanos (CIDH) confirmó que una delegación de este organismo llegará a Nicaragua para observar la situación de los derechos humanos en el país. La delegación está encabezada por Antonia Urrejola, relatora para Nicaragua en la CIDH.
El 18 de mayo, la CIDH hizo un llamado al Estado de Nicaragua al cese inmediato de la represión, así lo expresó en un pronunciamiento la comisionada Antonia Urrejola, relatora de la CIDH para Nicaragua. La CIDH informó que se reunirán con las víctimas de la represión, este viernes cumplió un mes. «Llamamos al Estado de Nicaragua al cese inmediato de la represión de la protesta, la Comisión hace también un llamado al Estado a garantizar la independencia y funcionamiento de los medios de comunicación en el país». La relatora, indicó que la misión de la CIDH en el país será la observación en el terreno conforme a los derechos humanos, esta es una visita preliminar. Indicó que se reunira con todos los sectores. Madres de jóvenes fallecidos en protestas interponen denuncia ante la CIDH. Habido enfrentamientos, protestas, ingreso de «varios encapuchados armados» a la parroquia San José en Matiguás, Matagalpa y cierres de calles en Nueva Guinea, Jinotega y otros departamentos nicaragüenses. León, Carazo, Matagalpa y Jinotega están bajo tranques o con falta de productos, a causa de la crisis en Nicaragua. El diálogo se sigue realizando en su segundo día.

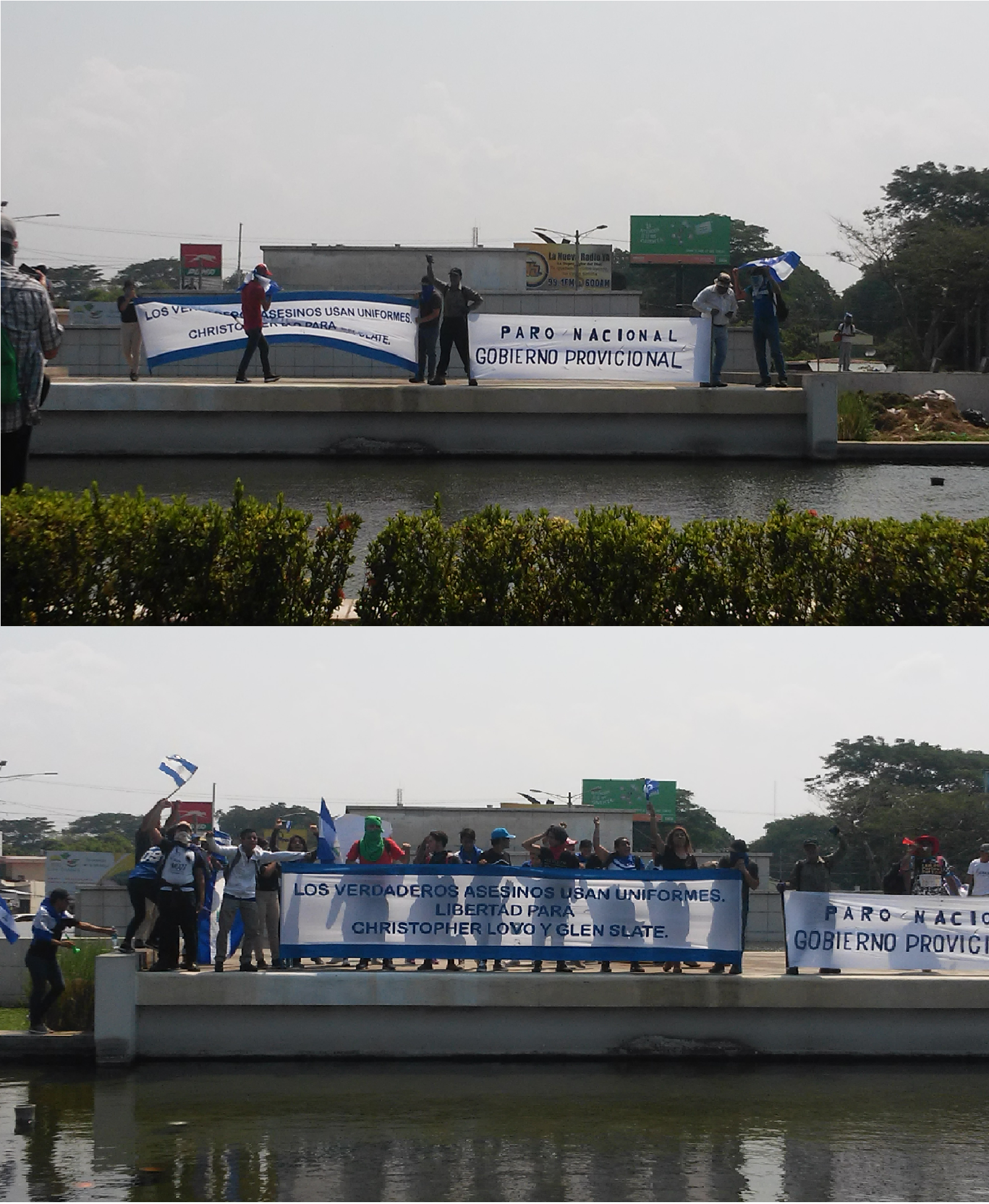
Manifestantes con pancartas haciendo un llamado a huelga general y pidiendo la liberación de dos manifestantes detenidos.

Antes de llegada al diálogo hubo roces entre los estudiantes universitarios y miembros de la prensa oficial. Los participantes de la mesa del diálogo nacional de Nicaragua han alcanzado un acuerdo —el primero al que llegan— al declarar una tregua de dos días y consensuar el cese de la violencia, justo cuando cumple un mes del comienzo de las protestas contra el Gobierno de Daniel Ortega.
El 19 de mayo hubo marchas en varias ciudades de Nicaragua en conmemoración de los muertos en las protestas que han afectado al país centroamericano durante un mes. Ese día pero en la noche, hubo un ataque contra estudiantes de la Universidad Nacional Agraria (UNA) que protestaron cerca de los terrenos de la universidad –cuyo rector acusó a la Policía Nacional, que a su vez lo negó,– y que dejó el menos ocho heridos. Los estudiantes que están atrincherados en la UNA y los residentes de los vecindarios informaron que un policía y miembros de los jóvenes sandinistas atacaron el campus, ubicado cerca del Aeropuerto Internacional Augusto C. Sandino.
El 20 de mayo hubo protestas pacíficas en varias ciudades de Nicaragua y se denunció la violación por parte de la Policía nicaragüense de la tregua. El ataque perpetrado el sábado por la noche contra los estudiantes que permanecen atrincherados en la Universidad Nacional Agraria (UNA) dejaron al menos ocho heridos, dos de ellos de gravedad, como confirmaron los estudiantes de ese campus, que este domingo recogieron pruebas de la agresión que fue documentada por la Comisión Interamericana de Derechos Humanos (CIDH). Los estudiantes universitarios señalan a los partidarios del gobierno bajo la dirección de comandantes de la policía como los responsables de la agresión, sin embargo, la institución, a través de una nota oficial, informó que no tenía presencia en la zona. Seis heridos fueron atendidos en el puesto médico del campus a cargo de los estudiantes y otros dos jóvenes, heridos por heridas de bala, fueron trasladados a un hospital. Manifestantes nicaragüenses demuelen más estructuras de metal llamados «árboles de la vida», que son símbolos del gobierno de Ortega.
El 21 de mayo, el diálogo nacional continuó en su tercer día donde se solicitó la renuncia de Ortega y su esposa y el gobierno nicaragüense, solicitando el retorno a la normalidad. La Comisión Interamericana de Derechos Humanos (CIDH), emite un informe preliminar sobre las investigaciones de lo sucedido en las protestas en Nicaragua. Los representantes de la organización se encontraban en Managua, Masaya, León y Matagalpa. La CIDH ha hecho 15 recomendaciones al estado nicaragüense, las cuales fueron aceptadas por la mesa del diálogo nacional: «El diálogo nacional hace suyas las recomendaciones del informe preliminar de la CIDH», según una resolución aprobada a mano alzada durante la reanudación de ese foro. Estas incluyen el cese inmediato de represión, garantía al derecho de protesta, creación de un mecanismo de investigación internacional sobre los hechos de violencia, así como «desmantelar los grupos parapoliciales y adoptar medidas para impedir que sigan operando grupos de terceros armados que acatan y hostiguen a la población civil» entre otros.

#### Suspensión del diálogo y nuevos enfrentamientos (23-30 de mayo)
El 23 de mayo la Conferencia Episcopal de Nicaragua suspendió indefinidamente el diálogo debido a la incapacidad de llegar a acuerdos. El ministro Denis Moncada, representante del gobierno en el diálogo, rechazó los planteamientos de los sectores civiles, empresariales y estudiantiles declarando: «Es una agenda que al verla en su forma concentrada nos lleva a un solo punto: el diseño de una ruta para un golpe de Estado». Los obispos sugirieron la creación de una comisión mixta de 6 personas, para que se logre un consenso y se «supere el impase». Por otro lado, los universitarios, empresarios y sociedad civil pidieron que se debata sobre una Ley Marco, que permitiría adelantar las elecciones, prohibir la reelección presidencial y cambiar al Consejo Supremo Electoral (CSE). Al finalizar el fallido diálogo periodistas pro-gubernamentales acosaron y asediaron a participantes de la sociedad civil del diálogo.
La oficina del Alto Comisionado de las Naciones Unidas para los Derechos Humanos (ACNUDH) insistió  en que el Gobierno de Nicaragua autorice una visita de este organismo, para «recopilar de primera mano información acerca de los incidentes suscitados a raíz de las manifestaciones públicas» de abril y mayo.
La Federación Internacional por los Derechos Humanos (FIDH), envió un mensaje al presidente Daniel Ortega en el que expresa la urgencia de la entrada de la ONU a Nicaragua para dar continuidad a las investigaciones sobre las graves violaciones a los derechos humanos en el marco de la represión a la que ha sido sometida el país desde el pasado 18 de abril.
El Secretario General de la Organización de Estados Americanos (OEA) Luis Almagro, envió un mensaje sobre la situación de Nicaragua, en el cual resalta las gestiones realizadas por el organismo, rechaza la mentira y manipulación de ciertos grupos políticos, y reitera su compromiso de luchar por la democracia, la justicia y plena vigencia de los Derechos Humanos en Nicaragua y afirmó que la única salida es la electoral.
Simpatizantes del Gobierno se enfrentaron con balas de plomo, morteros y cuchillos a manifestantes en los tranques de León, Chinandega y Madriz, dicho enfrentamiento deja un muerto y 31 heridos. Se supo que hubo otro fallecido en las protestas.
El comité en Apoyo a las «Madres de abril» y la Coalición Universitaria convocaron a una marcha nacional que se realizará el próximo 30 de mayo, para rendir homenaje a las todas las mujeres que perdieron a sus hijos durante las protestas.
El 24 de mayo, un grupo de personas convocadas por el Movimiento Estudiantil 19 de Abril se manifestaron en la rotonda Jean Paul Genie, de Managua, para exigir democratización en Nicaragua y justicia por los fallecidos en las protestas. Los participantes detienen el tráfico por unos minutos para entonar el himno nacional y los conductores suenan sus bocinas en respaldo a la manifestación.
En León se reportó el secuestro de una estudiante de sexto año de la carrera de medicina por grupos afines del gobierno, que posteriormente fue liberada.
El 25 de mayo la Comisión Interamericana de Derechos Humanos (CIDH) concedió medidas cautelares a 13 estudiantes de Nicaragua cuya vida consideran corre peligro y que participaron en las protestas contra el gobierno de Daniel Ortega. La CIDH, un órgano autónomo de la Organización de los Estados Americanos (OEA), anunció en un comunicado esas medidas cautelares destinadas a proteger a los estudiantes y a sus familiares debido a que «se encuentran en una situación de gravedad y urgencia, puesto que sus derechos a la vida e integridad personal están en riesgo». El Gobierno estadounidense urgió a Nicaragua a implementar «por completo» las recomendaciones de la Comisión Interamericana de Derechos Humanos (CIDH) para evitar más violencia en las protestas contra el Gobierno del presidente Daniel Ortega.
Ese mismo día se reporta que Pobladores de Las Maderas realizan tranques de manera escalonada, priorizando el transporte de carga con perecederos, ganado y vehículos particulares. Los manifestantes han aclarado que grupos afines al gobierno están concentrándose en el empalme de San Benito, para ver la capacidad de convocatoria y luego instalar otros retenes para supuestamente generar caos entre la población. La madrugada del 25 de mayo, fue asesinado el señor Marlon José Orozco Largaespada de 48 años de edad, luego de que, según sus familiares, fuera perseguido por un grupo de aproximadamente 4 motorizados, por llevar en su carro la bandera de Nicaragua. El hecho ocurrió en sector del Madroño, frente a la carpintería ubicada en los semáforos de la Plaza la Sabana de Villa Libertad. Manifestantes protestaron en la ciudad de Managua y solicitan una huelga nacional a los gremios de empresarios nicaragüenses para que Daniel Ortega y su esposa renuncie a la jefatura del gobierno de Nicaragua.
En los días siguientes miles de personas participan en protestas que bloquean carreteras y gritan cánticos contra Ortega, con cuatro personas asesinadas durante los enfrentamientos. En las últimas 72 horas se han registrado en Managua desapariciones, persecuciones, asesinatos y ataques de grupos armados que se movilizan en camionetas o motocicletas. La madrugada de este domingo 27 de mayo de 2018 de 2018 la UCA fue atacada a morterazos: el objetivo «era matar», denunció la rectoría. En uno hecho que recordó mucho a la Dictadura de Somoza aprecio El cuerpo sin vida de una persona del sexo masculino fue encontrado en una cuneta en la Cuesta El Plomo, con evidentes signos de tortura, mientras un vigilante que habría llegado a atacar a los estudiantes de la Universidad Nacional Autónoma de Nicaragua (UNAN-Managua) murió la noche del 25 de mayo. Estudiantes que se encuentran atrincherados en la UNAN-Managua hicieron entrega a la Comisión Permanente de Derechos Humanos (CPDH) de cuatro jóvenes que llegaron este domingo hasta la universidad, a tres de ellos se les encontró entre sus pertenencias carnet que los acredita como miembros de la juventud sandinista.
El 28 de mayo un grupo de estudiantes tomó el control de la Universidad Nacional de Ingeniería (UNI), sumándose este recinto a lo que ocurre en la UNAN-Managua y la Universidad Politécnica (UPOLI), donde los protestantes están al mando de los edificios. Según los ocupantes, la toma de la UNI era para exigir transparencia y respeto a la Autonomía Universitaria, a las nuevas autoridades, electas días antes. Los estudiantes dieron a conocer que tienen el control del recinto universitario, ubicado en el corazón de Managua. Horas después fuerzas afines al gobierno llegaron a atacar a los nuevos ocupantes del recinto, lo cual generó enfrentamientos cortos con morteros. Dicho evento, fue transmitido en vivo por medios de comunicación, lo que impulsó a vecinos del sector a movilizarse para apoyar a los jóvenes que se encontraban en la UNI. Entre quienes en ese momento se encontraban en el sector corrió el rumor que en las instalaciones de la oficialista Radio Ya, se habían escondido parte de los atacantes de la UNI, por lo que en forma de protesta se atacó e incendió la fachada de dicha emisora.
Con posterioridad al incendio de Radio Ya, fuerzas antidisturbios de la Policía Nacional de Nicaragua fueron movilizadas en todo el sector de la Pista Juan Pablo II, hasta movilizar a los protestantes hasta el sector de la Rotonda Rubén Darío. Una vez ahí, los protestantes fueron atacados sorpresivamente por efectivos de la Policía desde el sector norte y este de la rotonda.
Ese día se informó que fueron incendiadas dos instituciones del Estado en la ciudad de Masaya, la Fiscalía y la Procuraduría, sin embargo según la población de este municipio, a ambos edificios se les sacó el mobiliario y archivos desde el viernes 25 de mayo. La Conferencia Episcopal de Nicaragua (CEN) convocó a la primera sesión de trabajo de la comisión mixta, para el 28 de mayo, buscando destrabar el diálogo nacional tras el impás, surgido por la falta de consenso entre las partes.

#### Marcha del Día de las Madres
El 30 de mayo, se festejó el Día de las Madres en Nicaragua, efectuando una marcha que partió desde la rotonda Jean Paul Genie, en la Carretera a Masaya hasta los semáforos de la Universidad Centroamericana en la intersección de la Pista de La Resistencia y la Avenida Universitaria. En esta avenida una parte fue hacia el norte, al llegar a las inmediaciones del nuevo Estadio Nacional Dennis Martínez, la manifestación fue atacada a balazos disparados desde dicho estadio por francotiradores  armados con fusiles Dragunov y fusiles de asalto AK-47, también se reportaron ataques armados contra marchas en las ciudades de Chinandega, Estelí y Masaya. Según el gobierno, los incidentes en distintos lugares del país dejaron 199 heridos y 15 muertos: 7 en Managua, 3 en Chinandega, 4 en Estelí y 1 en Masaya. En Managua, después de los ataques, murió de un disparo hecho por manifestantes el atleta Kevin Antonio Coffin Reyes, que había ganado medalla de oro en los Juegos Olímpicos Centroamericanos de 2017.
Como consecuencia de la masacre la Conferencia Episcopal suspendió el diálogo hasta que cesara la represión y las protestas continuaron.

### Junio
El 1 de junio un grupo de personas atacó al delegado del Sistema Local de Atención Integral en Salud (SILAIS) en Masaya, interceptando su coche y prendiéndole fuego a este.
En Masaya, la población comenzó a rodear con barricadas la estación policial, cuyo jefe es el comisionado Ramón Avellán, durante varias noches los manifestantes enviaron mensajes a dicho comisionado a través de un megáfono, así como música del cantante nicaragüense Carlos Mejía Godoy y del grupo venezolano Guaraguao. El mismo día 3 de junio por la noche hubo un ataque de las fuerzas policiales antidisturbios y paramilitares en Masaya, por lo que sonaron las campanas de las iglesias de la Asunción y San Miguel en alerta por el ataque en la zona del Parque Central; los pobladores también denunciaron la presencia de una avioneta que sobrevoló la ciudad poco antes del ataque, así como el sobrevuelo de drones a los que se quiso derribar con canicas disparadas por hondas.
Un grupo armado atacó instalaciones de la Policía Nacional en el departamento de Masaya con armas de fuego caseras y morteros, falleciendo un agente de policía por un disparo en la cabeza.
Posteriormente un grupo de personas quemó las instalaciones de la radio estatal Radio Nicaragua. El gobierno responsabilizó a «un grupo delincuencial organizado y pagado por la derecha» que opera en las instalaciones de la UNAN-Managua. Según El Nuevo Diario algunos pobladores del sector aseguraban que se trataba de «personas desconocidas». Según la Policía Nacional, grupos armados atacaron el hospital Fernando Vélez Paiz en Managua, una persona murió durante una disputa entre miembros de grupos armados en Jinotega, mientras que en la ciudad de Jinotepe murió un joven militante sandinista al estrellarse con su moto contra uno de los vehículos utilizados para un tranque.
El 11 de junio la Policía Nacional llevó a cabo una operación en Managua para desalojar los tranques, dando lugar a fuertes enfrentamientos. Dos agentes fueron tiroteados y uno de ellos murió por un disparo. Algunas personas que habían levantado las barricadas fueron heridas y otras capturadas por los atacantes Durante la noche en Jinotepe un grupo de personas atacaron el hospital Regional Santiago, secuestraron a tres personas y mataron a dos militares sandinistas retirados.

Levantamiento de barricadas en Managua.

La madrugada del 12 de junio estudiantes de la UNAN-Managua denunciaron haber recibido un ataque de policías y paramilitares armados con armas de gran calibre. Los estudiantes fueron alertados por habitantes del barrio Casimiro Sotelo. El mismo día por la tarde el COSEP anunció, en una conferencia de prensa, un paro nacional que empezaría a las 0 horas del jueves 14 de junio.
Después el 13 de junio por la noche las ciudades de Diriamba y Jinotepe, en el departamento de Carazo, fueron atacados por policías y paramilitares. El ataque ocurrió pocas horas después de varios policías desertaran de la delegación policial de Diriamba; los pobladores denunciaron el sobrevuelo de una avioneta en un hecho similar al ocurrido en Masaya.
Se realizó un cierre patronal de 24 horas, llamado «paro nacional», convocado por el Consejo Superior de la Empresa Privada, la Fundación Nicaragüense para el Desarrollo Económico y Social, la Unión de Productores Agropecuarios de Nicaragua, la Federación de Asociaciones de Ganaderas de Nicaragua y otros grupos de la recientemente creada Alianza Cívica por la Justicia y la Democracia. La convocatoria fue rechazada por la patronal de la pequeña y mediana empresa Conimipyme, y la Central Sandinista de Trabajadores.
El 15 de junio se abrió un conflicto interno en la junta directiva de Conimipyme a raíz del posicionamiento de su presidente, Leonardo Torres, favorable al gobierno. La junta directiva destituyó a Torres de su cargo de presidente. Sin embargo, Torres declaró que la destitución fue un acto ilegal, ya que la junta directiva no tenía competencia para hacerla y emitió un comunicado oficial declarando nula su destitución. Desde entonces, el resto de miembros de la junta directiva de Conimipyme no reconocen a Leonardo Torres como presidente de la organización, habiendo nombrado a Dina Lisseth Vivas como su sucesora.
Leonel Morales, dirigente de la Unión Nacional de Estudiantes de Nicaragua (UNEN) de la UPOLI y contrario a las protestas, tras haber sido secuestrado, fue hallado herido grave por varios disparos de arma de fuego.
Ese día se reanudó el diálogo nacional. Las partes llegaron a un acuerdo de seis puntos:
1. Urgir la presencia de la Comisión Interamericana de Derechos Humanos (CIDH).
2. Invitar al Alto Comisionado de las Naciones Unidas para los Derechos Humanos y a la Unión Europea.
3. Contar con la Organización de los Estados Americanos (OEA).
4. Llamado al cese de la violencia de todas las partes.
5. Creación de Comisión de Verificación y Seguridad.
6. Plan para levantar los tranques.

El 16 de junio la mesa de diálogo nacional creó la Comisión de Verificación y Seguridad con tres miembros elegidos por el gobierno y otros tres de la Alianza Cívica.
Durante la noche, seis personas, entre ellas dos niños, murieron en un incendio provocado en una casa en el Barrio Carlos Marx del Distrito VI de Managua. Los habitantes que pudieron escapar del incendio denunciaron haber sido tiroteados al salir de la casa, y señalaron que el incendio fue provocado por policías y paramilitares. Medios del gobierno atribuyeron el incendio a «grupos vandálicos de derecha» y denunciaron que estos dificultaron el acceso a los bomberos, mientras que la única sobreviviente al incendio culpaba a los policías y a grupos armados del gobierno, más tarde en redes sociales circulaban vídeos de policías y civiles fuertemente armados circulando por la zona del incendio. El secretario de la OEA, Luis Almagro, calificó el incendio de «crimen de lesa humanidad». Tras el incendio, según la Policía Nacional, un grupo de encapuchados atacó a policías y civiles que trabajaban retirando barricadas y quemó a dos personas vivas.
Al día siguiente fue quemada la casa de la madre de José Ramón Sarria Morales, diputado del FSLN, en la ciudad de León. La Asamblea Nacional emitió un comunicado calificando el incendio de «acto terrorista» y anunciando una denuncia formal ante organismos internacionales de derechos humanos.
El 20 de junio, los organismos internacionales como la Unión Europea (UE), la Comisión Interamericana de Derechos Humanos (CIDH) y a la Oficina del Alto Comisionado de las Naciones Unidas para los Derechos Humanos (OACNUDH), confirmaron la invitación del gobierno de Nicaragua, como requisito para seguir trabajando en el diálogo, para formar parte de este e investigar los crímenes de Lesa Humanidad, tras la presión social que los nicaragüenses demandaban y la presión por parte de diplomáticos internacionales, como es el caso de Carlos Trujillo, embajador estadounidense de la OEA, quien se reunió el mismo día en una sesión privada con el presidente Ortega.
En Masaya fue atacada de nuevo por policías y paramilitares, que según testigos, eran unos 500. Esto hizo que los obispos junto con el nuevo nuncio apostólico en Nicaragua, Stanislaw Waldemar Sommertag, fueran a dicha ciudad en caravana para que se detuviera el ataque y fueron recibidos por el pueblo e hicieron una procesión hasta el Colegio Salesiano del barrio Monimbó.

#### Ataque del día de la marcha de las flores
El 30 de junio, se realizó la marcha de las flores, en la carretera a Masaya. La marcha partió de la Plaza de las Victorias y culminó en la rotonda Jean Paul Genie. Inicialmente se tenía la intención de llevar la marcha hacia las inmediaciones de la UNAN-Managua, en apoyo a los atrincherados que se encontraban en ese recinto.
Al acercarse a terrenos que habían sido tomados por la fuerza por invasores de terrenos afines al Frente Sandinista de Liberación Nacional, la marcha fue atacada y se realizó un enfrentamiento entre manifestantes con morteros artesanales e invasores con armas de fuego.

### Julio
El 4 de julio, por medio de una carta, el general en retiro, Humberto Ortega solicitó a su hermano que adelantase las elecciones y renunciase al cargo.
El 5 de julio, el Gobierno de los Estados Unidos sancionó a altos miembros del Gobierno de Daniel Ortega por los actos de dura represión contra la población, entre los sancionados está Francisco Díaz Madriz, comisionado general de la Policía Nacional y subdirector de esta institución; José Francisco López Centeno, tesorero del partido gobernante Frente Sandinista de Liberación Nacional y vicepresidente de Alba de Nicaragua, S.A. (Albanisa); y Fidel Antonio Moreno Briones, secretario general de la Alcaldía de Managua, e ingresaron a la lista de Nacionales Especialmente Designados y Personas Bloqueadas (SDN, por sus siglas en inglés) de la Oficina de Control de Bienes Extranjeros de Estados Unidos (OFAC). La Alianza Cívica por la Justicia y la Democracia calificó de un “acto sin precedentes desde la creación de esta ley” la aplicación de la Global Magnitsky a tres funcionarios del gobierno de Nicaragua, que por primera vez sanciona al máximo oficial de la policía de un país y que se aplicó “de manera extraordinaria” a tres personas de una misma nacionalidad.
Los días 5 y 6 de julio hubo enfrentamientos en la Isla de Ometepe, producto de un prolongado enfrentamiento que se escenificó en el municipio de Altagracia, entre autoconvocados y simpatizantes del partido de gobierno. Hubo protestas antigubernamentales en Masaya el día 7 de julio. En Managua hubo una manifestación gubernamental en donde el Presidente Daniel Ortega dijo que no adelantarían las elecciones y simpatizantes sandinista asediaron al Canal 100% Noticias.
El 8 de julio se registró un ataque de policías y paramilitares a las ciudades de Jinotepe, Dolores y Diriamba que dejó muertos y heridos. Se reportó el sobrevuelo de drones en ambas ciudades. En Matagalpa se informa de 3 fallecidos. Miles de manifestantes de los municipios de Nueva Segovia, Rivas y Madriz protestaron contra el Gobierno de Daniel Ortega.
El día 9 de julio, Grupos de Choque sandinistas, algunos encapuchados y armados, rodearon y ofendieron verbal y físicamente a los obispos incluido el cardenal Leopoldo Brenes y al nuncio Waldemar Stanisław Sommertag, tras llegar a Diriamba, Carazo. Hombres vestidos de civil, encapuchados y algunos armados, primero ofendieron verbalmente a los religiosos y luego los atacaron físicamente, hiriendo a algunos de ellos, mientras que a los periodistas fueron robados de sus pertenencias.
Los religiosos viajaron a Carazo para respaldar a las víctimas de un ataque armado cometido ayer por policías y parapolicías, que dejó al menos a 14 personas asesinadas. obispos, llegaron a la basílica de San Sebastián, adonde un grupo de personas los gritaba "asesinos" y "mentirosos", entre otras ofensas. Los obispos tuvieron que entrar por la parte trasera de la basílica de San Sebastián, pero las organizaciones sandinistas ingresaron a la fuerza al templo, mientras que otro grupo rodeó el edificio, para impedir la salida a los religiosos, fueron agredidos y amenazaron las personas dentro del lugar. La arquidiócesis de Managua, condenó la agresión por parte de personas a fines del Gobierno. Los religiosos y periodistas lograron salir del templo escoltados hasta la entrada de la ciudad por dos patrullas de la Policía Nacional.
Reportes de testigos denunciaron fuerzas progubernamentales, resguardados por paramilitares, entrando a la iglesia Santiago en Jinotepe con el objetivo de "buscar armas". Asimismo sacaron de la iglesia las bancas y amenazaron con quemarla. Grupos empresariales, organismos internacionales, Estados Unidos y gobiernos europeos condenaron el hecho. La Iglesia católica suspendió por tiempo indefinido los grupos de trabajos del diálogo nacional. Las Iglesias de Costa Rica y Panamá, mediante mensajes, además de diversas diócesis del país, manifestaron su solidaridad a los obispos y su repudio a la violencia. La sociedad interamericana de prensa (SIP) también condenó el ataque a periodistas independientes por parte de fuerzas de choque del gobierno.
La vicepresidenta de Nicaragua Rosario Murillo, sostuvo que el Gobierno que preside su esposo, Daniel Ortega, es “indestructible” y que los opositores “no pudieron” derrotarlo en el marco la crisis sociopolítica que sufre este país y que se ha cobrado al menos 351 vidas, según organismos humanitario y justificó las acciones de violencia contra los obispos nicaragüenses y el Nuncio apostólico en Diriamba.
La Iglesia continuaría  con su rol de mediadora en el Diálogo Nacional después de una reunión.
Intelectuales y artistas nicaragüenses instaron a la comunidad internacional a interceder para un “cese inmediato de la violencia y represión” contra manifestantes antigubernamentales, que en 85 días dejó más de 260 muertos. El Secretario general de las Naciones Unidas (ONU), Antonio Guterres, dijo estar muy preocupado por la intensificación de la violencia en Nicaragua y deploró la pérdida de vidas en las protestas contra el presidente Daniel Ortega.
El académico nicaragüense Félix Maradiaga, acusado por la Policía Nacional de Nicaragua de organizar bandas delictivas, fue agredido en la ciudad de León (noroeste) por un grupo de simpatizantes del Gobierno del presidente.

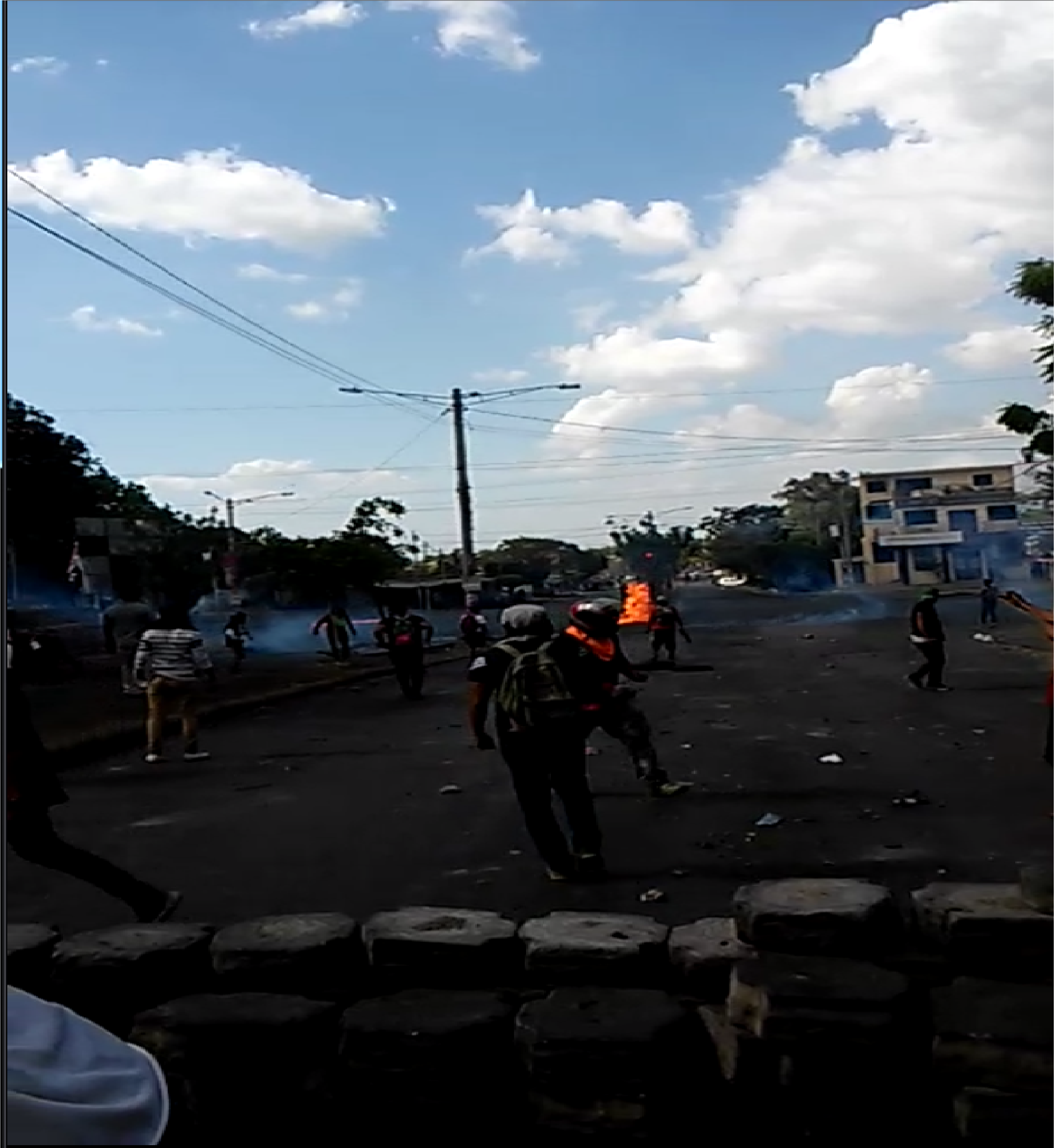
Enfrentamientos entre policía y manifestantes en las barricadas levantadas cerca de la Universidad Politécnica en Managua.

La Comisión Interamericana de Derechos Humanos reportó al menos 264 muertes y 1.800 heridos a raíz de las protestas que sacuden a Nicaragua desde abril. El secretario ejecutivo de la CIDH, Paulo Abrão, denunció  “el deterioro, profundización y diversificación de la represión en Nicaragua en la última semana”, al presentar un informe ante el Consejo Permanente de la Organización de Estados Americanos. Agregó que la CIDH ha observado nuevas formas de represión contra las personas participantes en las protestas y opositores al gobierno y una afectación particular en niños, niñas y adolescentes. El canciller nicaragüense Denis Moncada rechazó categóricamente el informe por considerarlo “apresurado, prejuiciado y carente de objetividad”. Moncada atribuyó la violencia a “grupos terroristas” y al crimen organizado que buscan derrocar al gobierno del presidente Ortega. Venezuela y Bolivia fueron los únicos países que expresaron su apoyo al gobierno del presidente. La Santa Sede no presentará una protesta formal a Nicaragua tras la agresión sufrida por su nuncio en ese país, anunció este jueves el secretario de Estado de la Santa Sede.

#### Marcha «Juntos somos un volcán»
El 12 de julio se realizó en las principales ciudades de Nicaragua la marcha "Juntos somos un volcán" unas de las manifestaciones más grande que sea realizado contra el gobierno orteguista. En Managua esta manifestación fue el inicio de otra ola de protestas que se llevaron a cabo en los días siguientes. La marcha comenzó en la rotonda de Cristo Rey y terminó sin incidentes en la Jean Paul Genie, con un llamado a la democratización, Edwin Carcahe de la Coalición Universitaria informó la detención de 3 miembros del Movimiento Universitario 19 de Abril. En la comunidad Morrito, del departamento de Río San Juan, se reportó el fallecimiento de 6 personas entre eso el jefe de la Policía local, el comisionado Luis Bustos, es uno de los muertos en un confuso incidente después de finalizada la marcha en ese lugar. Posteriormente se comprobó que se trató de un ataque por parte de los opositores asesinando a los policías que desde su cuartel observaban la marcha. Fueron asesinados cuatro miembros de la Policía Nacional y el resto secuestrados por los opositores.

#### Segundo Paro Nacional, conmemoración del Repliegue Táctico a Masaya y Desalojo de la UNAN-Managua
El 13 de julio, Nicaragua amaneció bajo un paro nacional de 24 horas, el segundo en menos de un mes, convocado por la Alianza Cívica por la Justicia y la Democracia para exigir al presidente Daniel Ortega una respuesta, sobre la propuesta de adelanto de las elecciones generales para marzo de 2019, como una salida a la crisis sociopolítica que enfrenta el país desde el pasado 18 de abril. En Managua la mayoría de las calles se encontraron vacías, los negocios privados como tiendas de conveniencia, supermercados y empresas no abrieron sus puertas. Ese mismo día, los líderes campesinos Medardo Mairena y Pedro Mena, integrantes del Movimiento Campesino de Nicaragua, fueron retenidos en el Aeropuerto Internacional Augusto C. Sandino de Managua. Luego de ser detenidos fueron acusados de terrorismo y asesinato.
En horas de la tarde, el presidente Daniel Ortega realizó la conmemoración del 39 aniversario de la gesta guerrillera conocida como repliegue táctico a Masaya (que se debía realizar el último viernes de junio) el viernes 13 de julio, pero en lugar de la usual caminata se realizó una caravana vehicular hacia Masaya. El presidente encabezaba la caravana en medio de una fuerte presencia de policías y paramilitares. A diferencia de otros años, no llegaron hasta el barrio indígena de Monimbo sino que la caravana culminó en el Cuartel Policial de Masaya, donde el presidente llamó a la paz y acusó de terroristas a los manifestantes en un discurso de menos de 10 minutos, durante la alocucución del mandatario fueron escuchados disparos de armas de fuego. Entre otras diferencias a años anteriores en 2018 no hubo danzas folclóricas, ni actos culturales. Luego del pequeño acto, la ciudad de Masaya y en especial el pueblo indígena de Monimbó fueron fuertemente atacados por fuerzas policiales y paramilitares. Al final los paramilitares fueron replegados por la misma población. En Diriamba se supo del homicidio de un activista ecologista ciudadano de Costa Rica que reside en Nicaragua.
Simultáneamente al discurso del presidente Ortega, los manifestantes establecidos en la UNAN-Managua sufrieron un fuerte ataque por fuerzas policiales y paramilitares, las cuales portaban armamento de uso militar, como ametralladoras PK, e incluso granadas de fragmentación, posterior al desalojo ejecutado por la Policía y fuerzas paramilitares, los manifestantes que aún no habían huido se refugiaron en la Parroquia Jesús de la Divina Misericordia, la cual fue atacada y asediada durante toda la noche del viernes 13 y la madrugada del sábado 14 de julio, lo que dejó como resultado dos estudiantes muertos. Los agujeros de bala en las paredes, ventanas y objetos religiosos además de las manchas de sangre aún eran visibles a los días siguientes al ataque. Como gesto de solidaridad con los jóvenes asediados y atacados, se organizó una caravana por parte de la Alianza Cívica la cual se movilizó hacia la medianoche y en la madrugada del 14 de julio llegó a las inmediaciones del templo, sin embargo  fue bloqueada por un retén policial ubicado de los semáforos del Club Terraza hacia el oeste. Luego de varias horas de ataque, la Conferencia Episcopal de Nicaragua logró llegar a un acuerdo con el gobierno, el cual se comprometió a retirar a las fueras policiales de la UNAN y detener los ataques a la Parroquia, de esta manera fue posible movilizar vehículos de Cruz Roja para evacuar a los refugiados de la Parroquia, los manifestantes rescatados fueron llevados a la Catedral de Managua, en donde fueron recibidos por una gran multitud de ciudadanos que se reunieron manifestando su apoyo y solidaridad.
En Chontales, hubo fuertes enfrentamientos entre campesinos y miembros de las fuerzas paramilitares y policiales gubernamentales en donde estas levantaron los bloqueos y barricadas; en esta acción represiva salió gravemente herido Gabriel Mareira, hermano del dirigente campesino Medardo Mairena, quien era uno de los representantes en el Diálogo Nacional.

#### Caravana Azul y Blanco
El 14 de julio se realizó la caravana azul y blanco en donde miles de ciudadanos en sus autos y adornados con la bandera de Nicaragua expresaron su disconformidad y oposición al gobierno de Daniel Ortega. La gigantesca caravana se desarrolló en Managua y tuvo réplicas en casi todos los departamentos del país. En varias ciudades de los departamentos de Nicaragua hubo marchas y protestas para solicitar la salida de la pareja presidencial nicaragüense. En Granada se ha reportado ataques contra la caravana azul y blanco en donde hubo varios heridos.
El 15 de julio se incendiaron las oficinas de Caritas en Sébaco, Matagalpa. Al menos 10 personas, incluida una niña, fueron asesinadas en Nicaragua luego de que fuerzas progubernamentales lanzaran una operación en el sur del país, dijo un grupo de derechos humanos. La Asociación Nicaragüense de Derechos Humanos (ANPDH) dijo que seis civiles y cuatro policías antidisturbios murieron el domingo en la ciudad de Masaya, así como en las cercanas comunidades de Niquinohomo y Catarina y el barrio de Monimbo. Jairo Velásquez, sacerdote de Catarina, sufrió una agresión por parte de grupos paramilitares en la Iglesia Santa Catalina, confirmó su hermano, José Alberto Velásquez.

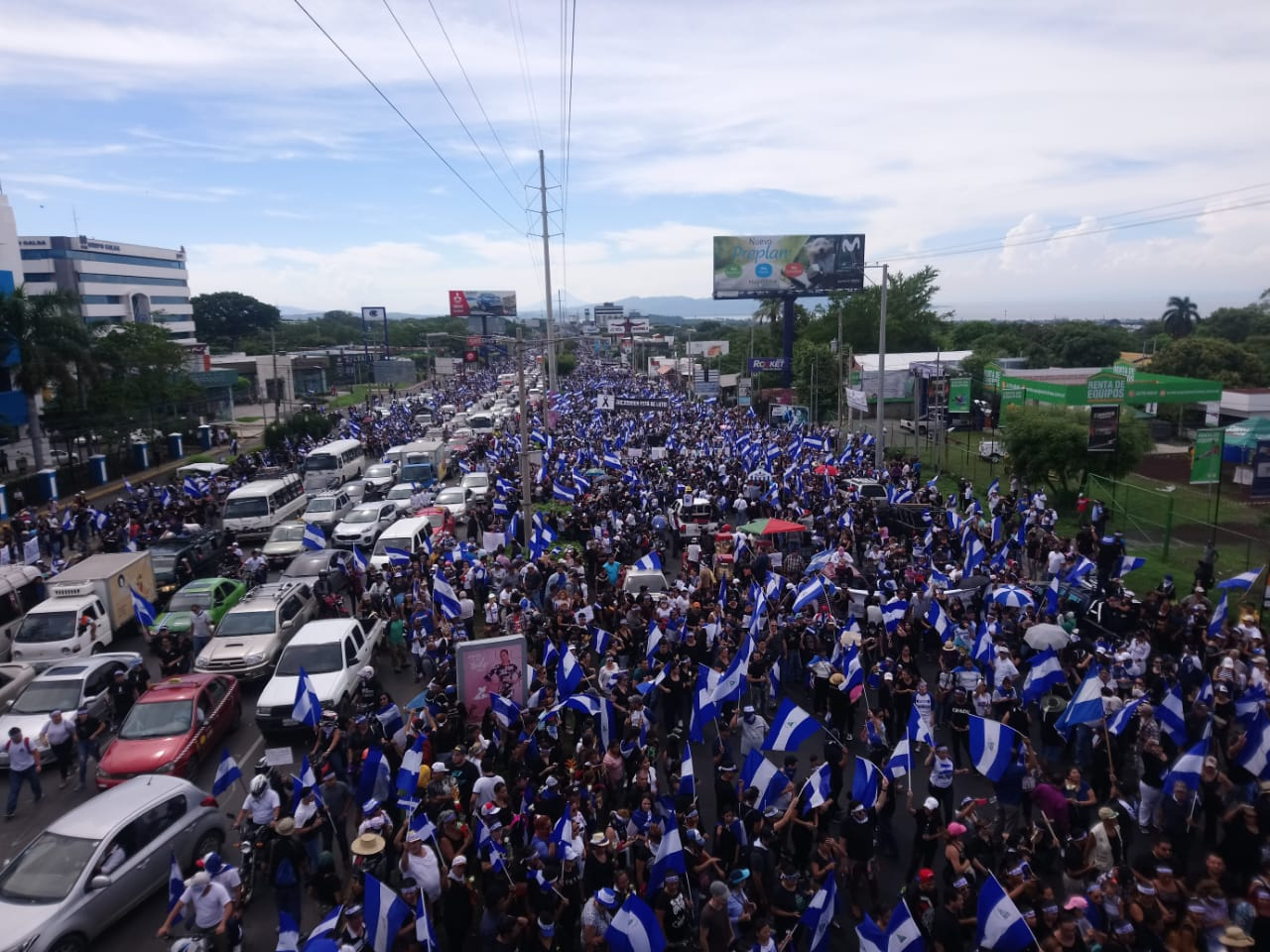
Marcha "Juntos somos un volcán" realizada el 12 de julio en Managua.

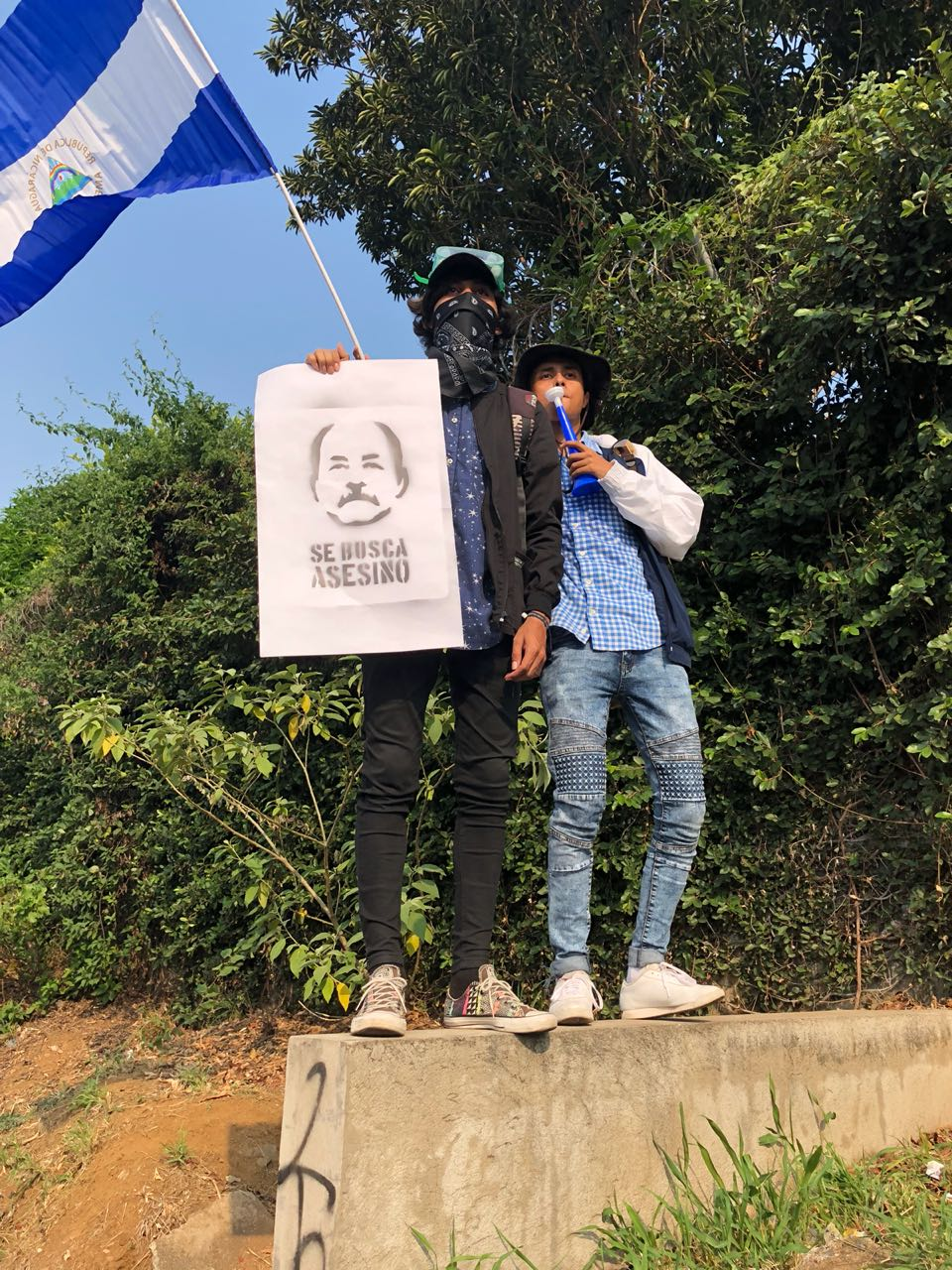
Dos manifestantes sostienen un afiche con el rostro del presidente Daniel Ortega en el cual se lee "Se busca, asesino", en alusión a la represión y muertes ocurridas en las protestas.

#### Ley antiterrorista y presión internacional
La comunidad internacional ha intensificado la presión sobre el Gobierno de Nicaragua para que detenga la represión y desarme a los paramilitares después de casi 300 muertes durante los tres meses de protestas que exigieron la expulsión del presidente Daniel Ortega. Estados Unidos, 13 países latinoamericanos y el Secretario General de la ONU, Antonio Guterres, solicitaron al Ejecutivo de Daniel Ortega el fin de la represión de las manifestaciones que desde el pasado 18 de abril inundan las calles del país centroamericano. Guterres pidió un cese inmediato de la violencia y se atrevió a señalar la responsabilidad del presidente, al menos indirectamente.
La Oficina del Alto Comisionado de las Naciones Unidas para los Derechos Humanos denunció que la Ley de terrorismo aprobada por el Parlamento de Nicaragua puede utilizarse para criminalizar las protestas pacíficas. Nueva Guinea toma las calles para protestar contra el gobierno de Nicaragua. La Policía Nacional presentó a dos médicos que participaron como voluntarios en la incautación de la Universidad Nacional Autónoma de Nicaragua (UNAN-Managua), acusándolos de transportar armas de fuego que supuestamente se habían escondido en la Iglesia de la Divina Misericordia. Posteriormente fueron presentados el lunes en una conferencia de prensa en la Dirección de Asistencia Judicial (DAJ), y fueron asediados por fuerzas paramilitares el viernes por la noche y la madrugada del sábado, junto con otros 22 acusados. de terrorismo. El gobierno de Daniel Ortega presentó una fuerte protesta a la Organización de las Naciones Unidas por las duras declaraciones vertidas el día anterior por la Oficina del Alto Comisionado de las Naciones Unidas para los Derechos Humanos sobre la crisis nicaragüense y la ley sobre terrorismo nicaragüense.

#### Último ataque a Masaya y condena de la OEA
El 17 de julio, el Gobierno de Nicaragua lanzó un fuerte ataque contra la comunidad indígena de Monimbó, uno de los pocos focos de bloqueos opositores que aún permanecían en pie. Al sur de Masaya, las fuerzas paramilitares y miembros de la Policía Nacional de Nicaragua iniciaron un fuerte operativo militar con el objetivo de desarticular los bloqueos que estaban en la comunidad controlado por pobladores opositores al gobierno 
Las vías terrestres hacia Masaya fueron bloqueadas por la Policía Nacional de Nicaragua en distancias de hasta 15 kilómetros antes de llegar a la ciudad. Después de 7 horas de ataque, la Comunidad Indígena de Monimbó fue tomada por las fuerzas paramilitares de Ortega donde murieron 3 personas, la prensa pro sandinistas lo declaró territorio liberado. En Managua se realizaron plantones de protesta en frente a los juzgados de esta ciudad por la detención del dirigente campesino Medardo Mairena. Los dirigentes campesinos Medardo Mairena y Pedro Mena fueron acusados de 7 delitos, entre ellos terrorismo y en audiencia a puertas cerradas sin la presencia de abogados propios sino por abogados de la defensoría de oficio. El juez dictaminó prisión preventiva y declaró el proceso complejo.
El 18 de julio en una votación mayoritaria de los representantes de las naciones pertenecientes a la Organización de los Estados Americanos, se aprobó una resolución de condena al estado nicaragüense, y se solicitó el adelanto de las elecciones generales en el país. Varios protestantes torturados han reportado escuchar acentos venezolanos y cubanos en las cárceles clandestinas.

## Consecuencias

#### Crisis migratoria
Desde finales del mes de julio e inicios del mes de agosto, el Ministerio de Relaciones Exteriores y Culto y la Dirección de Migración y Extranjería de Costa Rica, reportaron un moderado aumento de la entrada de nicaragüenses al territorio costarricense. De acuerdo con el Alto Comisionado de las Naciones Unidas para los Refugiados (ACNUR), un promedio de 200 nicaragüenses por día solicitan asilo en Costa Rica, abrumando a las autoridades de inmigración del país. Además, el Comisionado informó que alrededor de 8 000 solicitudes de refugio de nicaragüenses se habían reportado desde el inicio de las protestas, a día de hoy la cifra de nicaragüenses refugiados en el extranjero se estima en 70,000. 
Entre los nicaragüenses que han solicitado refugio en Costa Rica se encuentran varios líderes universitarios, quienes huyeron de Nicaragua tras constantes amenazas que los obligaron a salir del país. Entre ellos el líder universitario Víctor Cuadras Andino.
La vicepresidenta y ministra de Relaciones Exteriores de Costa Rica, Epsy Campbell, reportó que más de 1 000 solicitudes de refugio de nicaragüenses han sido denegadas, esto para evitar una crisis migratoria y para evitar el ingreso de personas ilegales y mantener la seguridad en la región.
El miércoles 29 de agosto, el presidente Daniel Ortega solicitó al gobierno de Costa Rica la entrega de una lista de ciudadanos nicaragüenses que hayan solicitado asilo en Costa Rica, para señalar a los que, en su criterio, cometieron delitos en el marco de las protestas que afectan al país y deben ir a la justicia. Ortega señaló: "Se lo vamos a decir con toda claridad y si ellos (costarricenses) los quieren dejar, allá ellos”, durante un acto partidario. Ante esto, el Ministerio de Relaciones Exteriores y Culto de Costa Rica mencionó que no entregaría las requeridas listas debido a que la normativa interna e internacional impide que esa información sea revelada a ningún país, según la viceministra de Relaciones Exteriores de Costa Rica, Lorena Aguilar.

#### Despidos y destituciones
La Asociación Médica Nicaragüense (AMN) denunció  despidos arbitrarios de 135 médicos, especialistas y subespecialistas de las unidades de salud estatales, como una forma de represalia por su participación o apoyo en las protestas realizadas los últimos meses en Nicaragua. Con enfrentamientos, una marcha médica en Nicaragua ha terminado contra los despidos por tratar a los heridos durante las protestas contra el gobierno de Ortega desde abril. El despido de maestros estatales que apoyan las manifestaciones contra el gobierno provocó un acto de "desobediencia estudiantil" en el municipio de Condega, en el norte de Nicaragua, que está atravesando una crisis que ha dejado entre 317 y 448 muertos desde abril pasado. Los estudiantes del Instituto Marista se negaron a ingresar a las aulas, rechazando la decisión del Ministerio de Educación (MINED) de despedir a varios de sus profesores "porque tienen sus propios criterios y no apoyan a los asesinos", informó el Movimiento Estudiantil el 19 de abril.

#### Registros y detenciones por la Policía de Nicaragua
A finales del mes de agosto, diversos grupos ciudadanos y familias de Nicaragua denunciaron que grupos paramilitares y miembros de la Policía de Nicaragua realizaron registros en viviendas sin una previa orden judicial.

#### Recorte presupuestario
Nicaragua recortó en $186.3 millones su presupuesto de gastos para el año 2018, un 1.3% de su PIB, en medio de su crisis sociopolítica más sangrienta desde los años 1980 del siglo pasado. La enmienda, enviada con carácter urgente por el presidente Daniel Ortega, afecta, principalmente, a los programas de inversión pública, las carteras de salud y de educación, y las transferencias a los municipios, según el proyecto aprobado por los diputados oficialistas y sus aliados.

### Septiembre
El 1 de septiembre, el presidente de Nicaragua Daniel Ortega, expulsó del país una misión de la oficina del Alto Comisionado de las Naciones Unidas para los Derechos Humanos (ACNUDH), la cual denunció el "alto grado de represión" de las protestas contra el Gobierno. La presidenta del Centro Nicaragüense de Derechos Humanos (CENIDH), Vilma Núñez, calificó de "sin precedentes" la decisión del gobierno de Ortega.
El 2 de septiembre, al menos dos personas resultaron heridas por disparos de presuntos paramilitares que simpatizan con el presidente Daniel Ortega contra una marcha de la oposición, que culminó en actos de violencia en la parte oriental de la capital nicaragüense.
El 7  de septiembre, alrededor del 90% de las empresas participaron en una huelga general nacional para exigir la liberación de los presos políticos, lo que le costó a Nicaragua un estimado de $ 20 a 25 millones por día.
El 13 de septiembre un grupo de mujeres feministas se sentaron e hicieron serenatas en solidaridad con los presos políticos en la prisión de La Esperanza, ubicada en la Carretera de Masaya. Frente al hostigamiento policial a ciudadanos nicaragüenses, se realizó la marcha "Vamos Ganando". Idania Flores, Miss Teen Nicaragua 2017, decidió mostrar solidaridad con los más de 300 presos políticos del Gobierno de Daniel Ortega y Rosario Murillo. La joven mostró su apoyo sacudiendo la cabeza. Se condenó a 10 años y tres meses de prisión por los delitos de intento de asesinato, en un tribunal de Managua, a los activistas de derechos humanos Jaime Ampié Toledo, Julio Ampié Machado y William Picado. Sus abogados presentaron las apelaciones para cooperar.
El 14 de septiembre bajo protesta comenzó el juicio del preso político Jaime Navarrete Blandón, acusado de asesinato ocurrido el 12 de junio del 2018, Ariel Ignacio Vivas, de 26 años, quien caminó con la policía derribando represas en los barrios orientales de Managua. La joven Carolina Mileydi Téllez y Luis Napoleón Ríos fueron secuestrados anoche, cuando supuestamente regaron globos azules y blancos como forma de protesta contra el gobierno sandinista. El secretario general de la Asociación Nicaragüense de Derechos Humanos (ANPDH), Álvaro Leiva, participó el viernes 14 de septiembre en una reunión con el Consejo de Derechos Humanos de las Naciones Unidas (ONU), donde lo invitaron a exponer la violación de los derechos humanos durante la crisis en Nicaragua. Ciudades como Managua, Nagarote, Jalapa, Bluefields, Condega, Chichigalpa, Ocotal, Mozonte, entre otras, se alzaron con globos azules y blancos en sus calles principales como una forma de protesta contra el gobierno sandinista. En algunos de los municipios, los globos fueron soplados por los trabajadores de las oficinas del alcalde, y simpatizantes sandinistas que se sintieron molestos por esta forma de protesta de la población nicaragüense.
El 29 de septiembre, el Gobierno de Daniel Ortega declaró ilegales las protestas en Nicaragua y amenazó con prisión a organizadores de estas.

### Octubre
El 4 de octubre de 2018, se funda la Unidad Nacional Azul y Blanco, como plataforma de izquierda opositora que hará frente a Daniel Ortega.
El 14 de octubre de 2018, la policía nicaragüense reprimió a un grupo de opositores con violencia y arrestó a 38 de ellos cuando intentaron protestar en las calles de Managua contra el presidente del país. Daniel Ortega recibió un rechazo internacional por la represión que está experimentando la población de Nicaragua. Panamá exigió la "liberación" de los detenidos ese domingo en Nicaragua, donde los manifestantes que querían protestar contra el presidente Daniel Ortega fueron reprimidos por la policía. La lideresa indígena Lottie Cunningham fue liberada hoy en Nicaragua, horas después de haber sido arrestada en el aeropuerto de Managua junto con la activista de derechos humanos Haydée Castillo, quien estuvo encarcelada, informó el Centro Nicaragüense de Derechos Humanos (CENIDH). Ambas mujeres fueron detenidas por funcionarios de la Dirección General de Inmigración y A embargos en el aeropuerto internacional Augusto C. Sandino. Se estaban preparando para viajar a la ciudad de Washington, Estados Unidos. Haydée Castillo sigue detenida por cargos de terrorismo.
El 15 de octubre, el obispo auxiliar de la archidiócesis de Managua, Silvio Báez, criticó la "represión irracional" de la policía antes de las protestas en Nicaragua e instó al gobierno de Daniel Ortega a reanudar el diálogo nacional para superar la crisis sociopolítica.
El 17 de octubre surge el movimiento "SoyDelPicoRojo". Una barra de lápiz labial se convirtió en la nueva e inesperada arma de quienes exigen la salida de Ortega. Las redes sociales, numerosas mujeres y hombres compartieron fotos en las que aparecen con los labios pintados. a imagen va acompañada de un llamado a la liberación de "los presos políticos" o de la etiqueta #SOSNicaragua.
El 23 de octubre luego de crecer de 4.0% a 4.5% durante los últimos cinco años, el sector industrial nicaragüense pronosticó una reducción de -0.5% para 2018. Aun así, las empresas del sector tomaron todas las precauciones que contribuyeron a mantenerlas en operación. Las propuestas del gobierno para tratar de mitigar los efectos económicos de la crisis política con medidas económicas, los industriales exigen decisiones políticas".
El 23 de octubre un grupo de paramilitares del gobierno secuestró ilegalmente y detuvo a personas (aprox. 241), la Conferencia de Obispos Católicos de Nicaragua (CEN) describió como "ataques mediáticos" las acusaciones de simpatizantes sandinistas contra Monseñor Silvio José Báez, a quienes acusan de ser el "líder de las barricadas en Nicaragua" y le ordenaron abandonar el país o ser procesado. Durante varias horas, se transmitió un audio oficial en los medios oficiales que se habría grabado durante una supuesta reunión con líderes campesinos. La supuesta comunidad cristiana de San Juan Pablo Apóstol reveló el audio de una reunión de conspiración entre el obispo auxiliar de la arquidiócesis de Managua, Silvio Báez, y campesinos, con el objetivo de desestabilizar al gobierno nicaragüense.
El 29 de octubre, el canal de televisión 100% Noticias informó que el Instituto Nicaragüense de Telecomunicaciones y Correos (Telcor), ordenó el 100% de las noticias del canal 15 de la UHF. Según Miguel Mora, director de 100% Noticias, TELCOR, a través de un comunicado de prensa, ordenó Las compañías de cable tomarán la señal de noticias del 100% del canal 15 en una señal abierta. La Policía Nacional de Nicaragua capturó a Gerson Snyder Suazo. El incidente ocurrió alrededor de las 7:00 p. m., cuando dejó la parroquia de San Blas, en el municipio de Chichigalpa, donde se celebró una misa en apoyo del obispo auxiliar de Managua Silvio Báez, quien es un participante regular en la lucha contra la violencia. Las protestas del gobierno, habían arrojado globos al aire minutos antes de ser arrestados.

### Noviembre
La Unidad Nacional Azul y Blanco solicitó un permiso a la policía nacional para realizar una manifestación el día 25 de noviembre (Día Internacional contra la Violencia hacia la Mujer), para concientizar sobre la violencia hacia la mujer y para exigir la liberación de los presos políticos. Este permiso fue denegado por la policía.
El 26 de noviembre el gobierno expulsó a la feminista Ana Quirós hacia Costa Rica, para luego retirar la personería jurídica del Centro de Información y Servicios de Asesoría sobre la Salud (Cisas) propiedad de la feminista.
El 27 de noviembre el presidente de los Estados Unidos, Donald Trump firmó una orden ejecutiva que declara la crisis en Nicaragua una "amenaza a la seguridad" de ese país y habilitando al Departamento de Estado de los Estados Unidos a través de la Oficina de Control de Bienes Extranjeros para sancionar a todas aquellas personas responsables de la represión, corrupción y la violencia en Nicaragua. Ese mismo día aparecieron los primeros sancionados: La vicepresidente y primera dama Rosario Murillo, y al secretario privado del Presidente Daniel Ortega, Néstor Moncada Lau.
El 30 de noviembre, el instituto Nicaragüense de Telecomunicaciones y Correos (TELCOR) ordenó retirar el canal 100% Noticias de la señal satelital.

### Diciembre
La Asamblea Nacional canceló la personería jurídica a 9 ONGs y luego allanó sus instalaciones y confiscó sus bienes.
Entre la noche del 13 y la madrugada del 14 de diciembre la policía nacional tomó las instalaciones de las revistas digitales Confidencial y Niú, y los programas televisivos Esta Noche y Esta Semana; todos propiedad del periodista Carlos Fernando Chamorro, hijo de la expresidenta Violeta Barrios de Chamorro y del periodista Pedro Joaquín Chamorro Cardenal.
El 15 de diciembre el periodista se presentó a plaza el Sol (donde funcionan las oficinas centrales de la policía nacional) acompañado de su esposa, periodistas nacionales e internacionales y la exguerrillera Mónica Baltodano para pedir explicaciones por la toma de sus medios de comunicación. Los periodistas fueron agredidos por más de 50 antimotines que a golpes y empujones los sacaron de la delegación policial y los replegaron hasta 300 metros de distancia.
El 16 de diciembre una caravana de cientos de nicaragüenses exiliados en Costa Rica llegó hasta la frontera con Nicaragua para exigir justicia, la libertad de los presos políticos y la renuncia del presidente Daniel Ortega.

### 2019-Actualidad

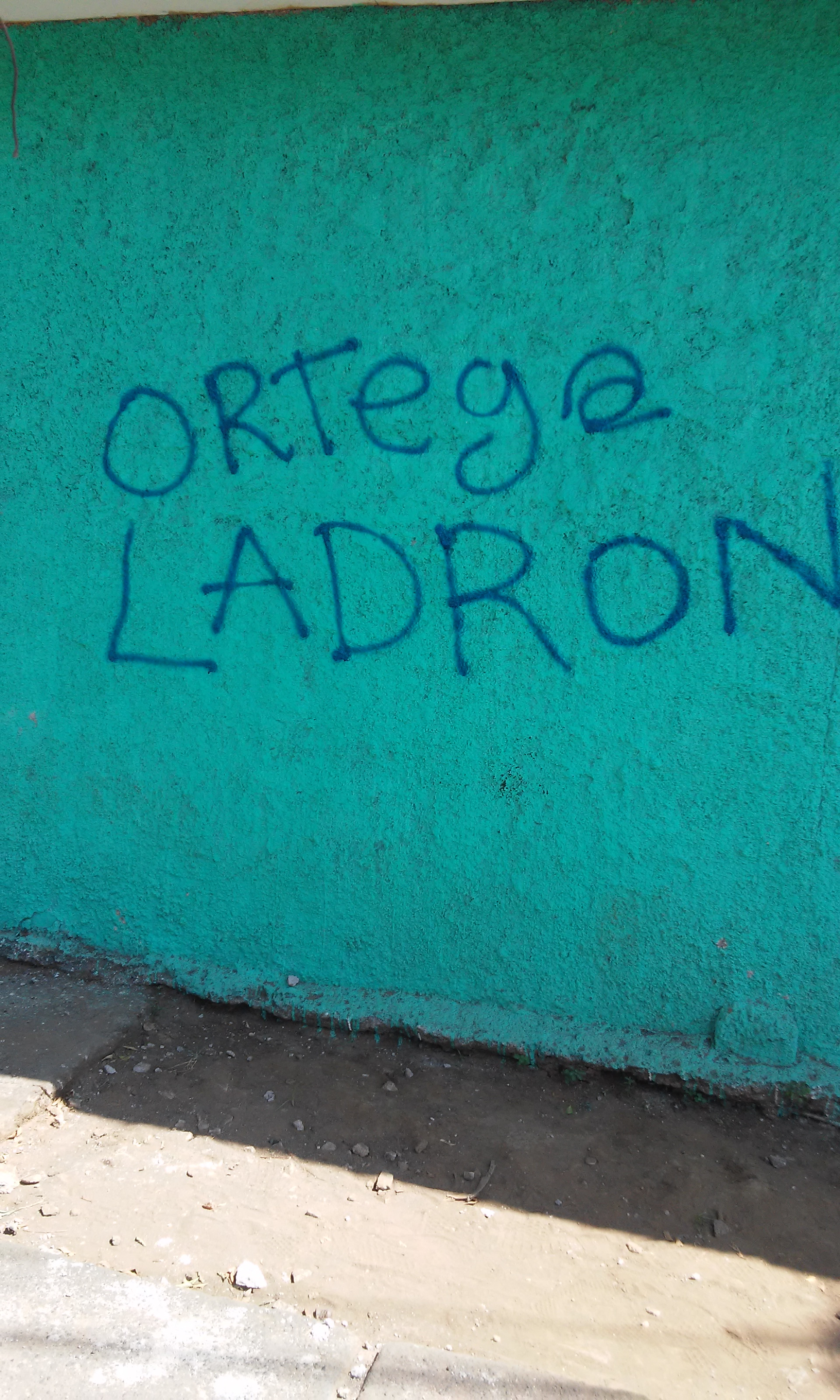
Un grafiti en la ciudad de Managua con la cita "Ortega Ladrón" en alusión a las acusaciones por corrupción hacia el presidente Daniel Ortega.

El día 29 de septiembre de 2018 la Policía Nacional emite un comunicado en donde se atribuía la potestad para conceder el permiso de realizar mnifestaciones de protesta en público, a través de un comunicado se pronunciaron al respecto “Serán responsables y responderán ante la justicia, las personas y organismos que convocan a estos desplazamientos ilegales desde los cuales se han promovido y se intenta promover, acciones delictivas, destructivas y criminales”, indicó la Policía en una nota de prensa difundida a través de los medios oficialistas el 29 de septiembre de 2018, día que prohibió realizar manifestaciones sin autorización. Esto sumado a los numerosos ataques armados acontecidos contra marchas multitudinarias desembocó en que el movimiento de protesta en Nicaragua perdiera fuerza, puesto que no se han vuelto a realizar nuevas acciones de protestas masivas como las acontecidas entre abril y septiembre de 2018, numerosas organizaciones de sociedad civil se presentaron en 7 ocasiones al Cuartel General de la Policía Nacional en Managua para realizar los trámites relacionados con la concesión de permisos para llevar a cabo manifestaciones y las 7 veces los permisos fueron rechazados por la Policía Nacional, sin embargo esporádicos actos de protestas conocidos como "piquetes express" se siguen dando en diversos lugares, esta forma de protesta consiste en un reducido grupo de manifestantes  que realizan un plantón en una ubicación aleatoria, permanecen algunos minutos en el sitio y luego se van del lugar ante el inminente despliegue policial. Así mismo se han realizado en diferentes lugares grafitis que contienen mensajes de protesta y consignas antigubernamentales, también se han visto pintas de color azul y blanco (colores de la bandera nicaragüense) los cuales has sido tomados como un símbolo de protesta en oposición a los colores rojo y negro de la bandera del partido gobernante Frente Sandinista.
Luego de no registrar ningún tipo de crecimiento económico desde abril de 2018 la economía nicaragüense se considera que está al borde de una nueva depresión económica, de la misma manera la Pandemia de COVID-19 ha causado estragos en la economía y ha hecho aún más precaria la situación de empleo informal, afectando, sin embargo severamente al sector turismo de hoteles y restaurantes, el cual había sido fuertemente castigado por una drástica reducción del consumo producto de la violencia y la inseguridad consecuencia de las protestas y la represión estatatal de 2018.

### Expulsión de organizaciones internacionales de derechos humanos.
El 19 de diciembre el gobierno de Nicaragua expulsó del país a la Comisión Interamericana de Derechos Humanos y a sus dos mecanismos: el Mecanismo de Seguimiento para Nicaragua (Meseni) y el Grupo Interdisciplinario de Expertos Independientes (GIEI), un día antes de que este último presentara su informe sobre Nicaragua.

#### Nica-Act
El 20 de diciembre el presidente de los Estados Unidos, Donald Trump firmó la Nica-Act, una ley que pretende sancionar al gobierno de Nicaragua por violaciones a los derechos humanos y por corrupción. Con esta ley Estados Unidos se compromete a hacer todo lo posible para que el gobierno de Nicaragua no acceda a préstamos internacionales para financiar la represión. La ley también contempla sanciones individuales a todos los funcionarios implicados en la corrupción, violencia y socavamiento de la democracia desde que Daniel Ortega retornó al poder en 2007.
El 27 de diciembre de 2018, La Alianza Bolivariana para los Pueblos de Nuestra América-Tratado de Comercio de los Pueblos (ALBA-TCP) rechazó la aprobación, por parte del Congreso de Estados Unidos, de la Ley de Inversión y Condicionalidad de Nicaragua (Nica-Act).

#### El Informe del Grupo Interdisciplinario de Expertos Independientes (GIEI)
El 21 de diciembre el GIEI presentó su informe de más de 460 páginas en Washington sobre los hechos de violencia ocurridos desde el 18 de abril hasta el 30 de mayo, en el que determina que el estado nicaragüense incurrió en crímenes de lesa humanidad en contra de manifestantes. Incluyendo en su informe, hechos relevantes como el asesinato de Ángel Gahona y la Masacre del Día de las Madres. El informe fue reconocido por la Comisión Interamericana de Derechos Humanos y fue valorado por la Organización de los Estados Americanos. Así mismo se refutó el argumento expresado por autoridades gubernamentales acerca de que las protestas ciudadanas constituyeron un intento de golpe de Estado, pues no fue encontrada evidencia de que las mismas formaran parte de un plan estructurado.

#### Ataques a la prensa
Las instalaciones de la opositora Radio Darío fueron rociadas con gasolina y prendidas fuego por personal militar, mientras que los periodistas y trabajadores fueron encañonados. Los ataques a la prensa, las censura y la persecución de periodistas preocuparon a la prensa internacional.
Entre la noche del 13 y la madrugada del 14 de diciembre la Policía Nacional tomó las instalaciones de las revistas digitales Confidencial y Niú, y los programas televisivos Esta Noche y Esta Semana; todos propiedad del periodista opositor Carlos Fernando Chamorro, hijo de la expresidenta Violeta Barrios de Chamorro y del periodista Pedro Joaquín Chamorro Cardenal. El 15 de diciembre el periodista se presentó a Plaza el Sol (donde funcionan las oficinas centrales de la Policía Nacional) acompañado de su esposa, periodistas nacionales e internacionales y la exguerrillera Mónica Baltodano para pedir explicaciones por la toma de sus medios de comunicación. Los periodistas fueron agredidos por más de 50 antimotines que a golpes y empujones los sacaron de la delegación policial y los replegaron hasta 300 metros de distancia.

#### Cierre de 100% Noticias
El 21 de diciembre por la noche, la policía nacional allanó las instalaciones del medio opositor 100% Noticias, arrestó a sus directores (Miguel Mora Barberena y Verónica Chávez, esposos), a su jefa de prensa (la reconocida periodista Lucía Pineda Ubau), y a otros trabajadores. Chávez fue liberada esa misma noche, pero Mora fue acusado al día siguiente por "fomentar el odio y al terrorismo" y el día 23 Pineda Ubau fue acusada por los mismos delitos. Telcor ordenó la misma noche del día 21 la salida definitiva del canal de la televisión nacional. Sus oficinas fueron confiscadas por la policía, al igual que todos sus instrumentos de trabajo. El día 23 la justicia nicaragüense giró una orden de captura contra los periodistas Luis Galeano,  Jaime Arellano y Jackson Orozco; todos del medio 100% Noticias. Los tres tuvieron que exiliarse. La también periodista y presentadora de este medio Leticia Gaitán tuvo que salir del país debido a la persecución emprendida por el gobierno de Nicaragua.

#### Inicio de aplicación de la carta democrática
El 27 de diciembre la Organización de los Estados Americanos tuvo una reunión extraordinaria en la que valoró la situación de Nicaragua y el informe del GIEI. En esta reunión el secretario general de la OEA, Luis Almagro se refirió al gobierno de Daniel Ortega como una dictadura y dio una serie de pasos a seguir, entre estos enviar el informe del GIEI ante la Unión Europea, que la CIDH denuncie al gobierno de Nicaragua ante la Corte Interamericana de Derechos Humanos e iniciar con el proceso para la aplicación de la Carta Democrática Interamericana que en esa misma sesión fue pedida por los representantes de Argentina, Estados Unidos, Colombia y Chile. Nicaragua y Venezuela rechazaron el informe del GIEI y despotricaron contra la OEA llamándola "ministerio de colonias" y tildándola de "injerencista".
El 26 de diciembre, durante la celebración de una misa, un supuesto grupo de simpatizantes del Gobierno de Daniel Ortega entró lanzando golpes e insultos a la parroquia del municipio de Catarina en Nicaragua, y luego intentaron llevarse la imagen de San Silvestre. El hecho ocurrió el miércoles 26 de diciembre cuando el párroco, el P. Jairo Velázquez, celebraba la Eucaristía con motivo de las fiestas patronales en honor a San Silvestre. Las imágenes y videos del incidente se viralizaron al poco tiempo en las redes sociales. El 26 de diciembre, la Policía de Nicaragua presentó a dos personas señaladas de liderar protestas contra el Gobierno en el norte del país, y los acusó de los delitos de crimen organizado, secuestro y tenencia ilegal de armas de fuego, entre otros señalamientos.
El Arzobispo de Managua, Cardenal Leopoldo Brenes, invitó a todos los fieles de Nicaragua a participar de la tradicional procesión y Misa de Año Nuevo, a pesar de la crisis sociopolítica que ha dejado cientos de muertos y detenidos en el país. “Hagamos el esfuerzo por participar este 1 de enero en la procesión con Jesús Sacramentado saliendo como cada año del colegio Cristo Rey en Managua a la 1:00 p.m. Al llegar a la catedral celebraremos la Santa Misa”, dijo el cardenal Brenes en una carta dirigida a los sacerdotes de la arquidiócesis de Managua, Masaya y Carazo del 28 de diciembre.
El 29 de diciembre, la vicepresidenta de Nicaragua afirmó que se desataron una tempestad de odios y que se estaba cerrando en un plan renovación y de "cultura de paz".
El 31 de diciembre, un periodista nicaragüense reveló a través de Facebook que presos políticos recluidos en la cárcel La Modelo, en el municipio Tipitapa, le enviaron una carta para denunciar que la noche del 31 de diciembre fueron atacados por distintos guardias de prisiones tan solo por haber cantado el himno nacional para celebrar el fin de año y homenajear a los activistas asesinados por agentes del gobierno de Daniel Ortega. Los presos políticos solicitaron ayuda a organismos internacionales.

## Reacciones

### Nacionales
El presidente Daniel Ortega sostiene que los dirigentes de oposición promueven las protestas como objetivo de «destruir la imagen de Nicaragua». Según Ortega, hay pequeños grupos de oposición financiados por Estados Unidos que «están criminalizando las protestas y poniendo en riesgo la vida de los mismos muchachos que fueron a participar». La vicepresidenta Rosario Murillo apoyó esta versión y calificó las tres primeras muertes como «crímenes de odio». El Frente Sandinista de Liberación Nacional también apoyó en un comunicado dicha versión.
El sector privado, en sus principales cámaras empresariales del país, agrupadas en el Consejo Superior de la Empresa Privada (COSEP), pidiron «que se garantice el derecho cívico a la protesta que tenemos como ciudadanos y se elimine toda forma de confrontación entre hermanos nicaragüenses». El Consejo Superior de la Empresa Privada, la Cámara de Comercio Americana de Nicaragua (AmCham), el Consejo Nicaragüense de la Micro, Pequeña y Mediana Empresa (Conimipyme) y la Unión Nicaragüense de Responsabilidad Social Empresarial (uniRSE) convocaron una marcha el día 23 de abril.
El escritor nicaragüense Sergio Ramírez, exvicepresidente de Nicaragua y expresidente del Movimiento Renovador Sandinista, le dedicó el premio Cervantes el 23 de abril a los «asesinados en las calles por reclamar justicia y democracia» y a los jóvenes que luchan para que «Nicaragua vuelva a ser República».
El cantante nicaragüense residente en México, Hernaldo Zúñiga, condenó la masacre del Día de las Madres y se solidarizó con las familias de las víctimas del suceso.
El movimiento Madres de abril condenó la masacre. Amanda López de Gahona, madre del periodista Ángel Gahona asesinado en Bluefields el 21 de abril, dijo que "nunca pensamos que sería irrespetado el dolor de las madres y de las familias que apoyaron la marcha".
La Red de Empresarias de Nicaragua (REN) condenó la masacre en un comunicado el 31 de mayo.
El escritor nicaragüense Arquímedes González fue el primer escritor de ese país en publicar una novela sobre la represión en abril de 2019 bajo el título Como esperando abril, que relata la represión en contra de la población civil y desnuda las atrocidades cometidas por grupos de choque, paramilitares y policías contra ciudadanos que protestaban. También relata el ataque por 15 horas a la iglesia Divina Misericordia que dejó dos muertos y decenas de estudiantes heridos. La novela fue presentada en Managua en medio de la represión, por lo que este acto es considerado de doble valentía y reconocimiento. En 2024 el escritor publicó la segunda parte titulada Atardecer en Venecia y en 2025 apareció su libro de cuentos En abril yo seguía viva, basado en testimonios de nicaragüenses que padecieron tortura en las cárceles de ese país.
El poeta nicaragüense Ernesto Cardenal, que también condenó la represión, recibió el Premio Mario Benedetti el 16 de diciembre y lo dedicó a Nicaragua y al niño mártir Álvaro Conrado. Debido a que Cardenal no podía viajar a Montevideo, Uruguay, por su avanzada edad envió a la vicepresidenta de la Asociación Madres de Abril y madre de Álvaro, Lizeth Dávila, para retirar el premio.

### Internacionales

#### Gobiernos
- Alemania: El ministerio de Relaciones Exteriores de Alemania emitió un comunicado llamado a «todas las facciones a renunciar de inmediato al uso de la fuerza», pidió al gobierno de Nicaragua «esclarezca sin demora y de forma cabal los casos de víctimas fatales». Además demanda que se garantice el restablecimiento de «una cobertura periodística libre» y sostiene que «las restricciones a la libertad de prensa por parte del Gobierno son inaceptables».[373]
- Argentina,  Brasil,  Chile,  Colombia,  Paraguay y  Perú: A través de un comunicado conjunto, los gobiernos de Argentina, Brasil, Colombia, Chile, Paraguay y Perú, manifestaron su «preocupación y lamentan los actos de violencias» que se han protagonizado los últimos días en el país centroamericano. Pronunciaron además que «hacen un urgente llamado a todos los sectores a deponer la confrontación y cesar los actos de fuerza». «En especial llaman a las fuerzas de seguridad a ejercer sus facultades con la mayor prudencia para evitar el excesivo uso de la fuerza y un escalamiento de la crisis, permitiendo generar un clima que restituya tanto la paz como el diálogo, imprescindibles para superar esta grave situación», señala el comunicado.[374] Presidente de Chile Sebastián Piñera condenó con fuerza e indignación la muerte de 351 personas .[375]

- Bolivia: El presidente de Bolivia, Evo Morales, denunció que Nicaragua es víctima del «Imperio que patrocina y gestiona una guerra (...) en complicidad con las oligarquías locales».[376]
- Canadá: La ministra de Asuntos Exteriores de Canadá, Chrystia Freeland, afirmó que Canadá está «preocupada por las informaciones de varios muertos y heridos en las manifestaciones que se están produciendo en Nicaragua».[377]
- Costa Rica: Christian Guillermet, el director general de Política Exterior del Ministerio de Relaciones Exteriores de Costa Rica, hizo un llamado al gobierno de Nicaragua para que reconsiderara su decisión de cerrar algunos medios. El gobierno de Ortega respondió con un comunicado en el que aseguraba que las políticas de su país «no son competencia de la República de Costa Rica».[25] Otros políticos costarricenses, como el presidente electo Carlos Alvarado, también llamaron a la paz y al diálogo en el país.[378] El Partido de los Trabajadores de Costa Rica condenó las acciones tomadas por el gobierno de Daniel Ortega[379] y el Partido Acción Ciudadana llamó al diálogo en el país.[380] El domingo 3 de junio del 2018, durante la 48 Asamblea General de la Organización de los Estados Americanos (OEA), La vicepresidenta y canciller de Costa Rica, tomó la voz para declarar que: "El gobierno de Costa Rica se rehúsa a guardar silencio ante la escalada de violencia en Nicaragua”, por lo que instó al gobierno de Ortega a “cesar inmediatamente la violencia y la detención arbitraria de los que participan en las protestas”.[381] El gobierno de Costa Rica condenó el ataque de las fuerzas progubernamentales a los estudiantes atrincherados en la UNAN y el impedimento de atención médica por éstos.[382]
- Cuba: El Gobierno de Cuba defendió al Gobierno de Nicaragua y denunció «los intentos que apuntan a desestabilizar a la República de Nicaragua, un país que vive en paz y donde se han conseguido notables avances sociales, económicos y de seguridad en favor de su pueblo».[383]
- Ecuador: El secretario particular del presidente de Ecuador, Juan Sebastián Roldán, expresó que un gobierno «vinculado con muertes de personas en las calles, que tiene una lógica de perennizarse en el poder (...) no es un gobierno que el Ecuador mira bien».[384]
- España: El Gobierno de España ha pedido «máxima contención» de las fuerzas de seguridad y ha ofrecido «su colaboración para el establecimiento de una vía de diálogo efectivo».[380]
- Estados Unidos: El gobierno de los Estados Unidos llamó a un cese de la violencia en Nicaragua.[25] Por otra parte, el Departamento de Estado de los Estados Unidos anunció posibles sanciones al gobierno e Nicaragua por la «brutal» represión a manifestantes y la clausura de medios de comunicación.[385] Además, el Departamento ordenó la salida de familiares de diplomáticos estadounidenses en Managua tras los disturbios.[386] Mike Pence, Vicepresidente de los Estados Unidos denunció la «oscura nube de tiranía» que pesa sobre los ciudadanos de Cuba, Venezuela y Nicaragua. Pence dijo en español «¡que viva Cuba libre!» y condenó la «represión» en Nicaragua y Venezuela en un discurso ante la Organización de los Estados Americanos (OEA).[387][388]
- Francia: La cancillería francesa manifestó  por medio de un comunicado su preocupación por la convulsa situación en Nicaragua y pidió un esclarecimiento de las desapariciones y malos tratos denunciados tras las protestas antigubernamentales de las últimas semanas.[389][390]
- Japón: El gobierno de Japón expresó con preocupación la situación en Nicaragua en el cual se produjeron muchas víctimas de ciudadanos. Además señaló que se solucione «mediante el diálogo y la concertación, en conformidad con los principios de la democracia».[391]
- México: La Secretaría de Relaciones Exteriores de México informó sobre las protestas en Nicaragua que «apela al cese de la violencia» y hace un llamado al diálogo.[392]
- Panamá: El Gobierno de la República de Panamá se pronunció con relación los hechos de violencia registrados en Nicaragua, ante lo cual hace un firme llamado a los responsables de los ataques armados, incendios provocados y crímenes, a que pongan un alto a estos actos y al más estricto respeto de la vida, los derechos humanos, la seguridad, y la paz.[393] La Cancillería de Panamá solicitó que se suspendan los envíos, por vía terrestre, de mercancías a Nicaragua mientras se mantenga el conflicto político en el país centroamericano.Mediante un comunicado, la Cancillería señala que el embajador de Panamá en Nicaragua, Eddy Davis, se mantiene en contacto con los camioneros que se encuentran varados en Nicaragua, como consecuencia de que no han podido salir de ese país por las constantes protestas y cierre de la calle que mantienen los nicaragüenses en contra del gobierno de Daniel Ortega. Algunos ya han sido liberados[394] Panamá retira la condena los actos de violencia de los últimos días donde han salido afectados periodistas, sarcedotes, estudiantes universitarios y ciudadanos nicaragüenses.[395]
- Puerto Rico: El gobernador de Puerto Rico, Ricardo Rosselló, manifestó que «En Nicaragua se está produciendo un atentado contra los derechos humanos por parte del Gobierno de Daniel Ortega», por medio de un comunicado de prensa.[396]
- Rusia: El Ministerio de Exteriores de Rusia anunció que los sucesos en Nicaragua «es un asunto puramente interno» y advirtió de «intentos destructivos (...) desde el exterior». Además expresó sus condolencias por los fallecidos y heridos en las «violentas manifestaciones».[397]
- Uruguay: El Ministerio de Relaciones Exteriores de Uruguay en un comunicado anunció que «apoya los llamados a la reflexión y al diálogo» para buscar una solución que evite los «niveles de violencia» comprendidos en el «respeto a la ley y a los derechos individuales».[398]
- Santa Sede: El papa Francisco manifestó por medio de un discurso su profunda preocupación ante la violencia que se registra en Nicaragua. Pidió al pueblo y gobierno nicaragüense que se «cese toda violencia» y «se evite un inútil derramamiento de sangre».[399]
- Venezuela: El presidente de Venezuela, Nicolás Maduro, se refirió a los sucesos en Nicaragua como una «emboscada» contra Daniel Ortega y calificó de «grupos violentos».[400][401]
- Luxemburgo: El gobierno de Luxemburgo suspende ayuda al Estado de Nicaragua debido a la represión a la población civil.[402]
- Países Bajos: Holanda decidió suspender por dos meses, los 18.4 millones de euros (21.6 millones de dólares), ofrecidos a Nicaragua en concepto de cooperación para construir un hospital en Bilwi, Región Autónoma del Caribe Norte, “debido a las graves violaciones de derechos humanos cometidos por oficiales del gobierno y grupos parapoliciales”.[402]

#### Organismos supranacionales
- Organización de los Estados Americanos: La OEA pidió en un comunicado rechazo a «todo tipo de violencia» y los asesinatos de los civiles y policía en Nicaragua.[403] El 22 de junio del 2018, la Comisión Interamericana de Derechos Humanos (CIDH), presentó su informe final tras su visita en Nicaragua, en El Consejo Permanente de la OEA, para dar seguimiento a la situación en Nicaragua. El secretario general: Luis Almagro, pidió "Adelantar elecciones para Nicaragua". Entre los países que asistieron ese día, once de ellos (Argentina, Paraguay, Ecuador, Brasil, Canadá, México, Chile, Costa Rica, Perú, Estados Unidos y Colombia) apoyaron el informe final de la CIDH, e hicieron el llamado al gobierno de Nicaragua a "Cesar la violencia" y que "El Diálogo es la mejor salida a la crisis".
- OHCHR: La Oficina de las Naciones Unidas para los Derechos Humanos declaró su «profunda preocupación» por las muertes durante las protestas e instó a «cumplir sus obligaciones internacionales garantizar que las personas puedan ejercer libremente sus derechos a la libertad de expresión y a la libertad de reunión pacífica y asociación».[404] El Alto Comisionado de las Naciones Unidas para los Derechos Humanos, Zeid Ra’ad Al Hussein, que el equipo de la ONU que visitó Nicaragua encontró “señales alarmantes de represión selectiva e intimidación contra manifestantes y sus familias, estudiantes, defensores y defensoras de los derechos humanos y miembros de la Iglesia católica”, cometidos por agentes policiales y grupos armados afines al Gobierno.Según Zeid, la violencia de “elementos armados progubernamentales” ha seguido intensificándose, especialmente contra comunidades que han erigido barricadas o tranques.[405]
- Unión Europea: Declaró que lamenta los actos de violencia y convocó al diálogo y a la paz social.[406]
- Sistema de la Integración Centroamericana:Desde la República Dominicana el secretario general de esta organización multinacional Vinicio Cerezo solicitó el cese de la violencia en el país centro americano y un llamado al diálogo en una reunión de los cancilleres del grupo.[407]

#### Otros
- Amnistía Internacional: Los hechos violentos fueron denunciados por Amnistía Internacional, que además pidió al gobierno nicaragüense garantizar los derechos de expresión y reunión sin represalias.
- Libération: El principal diario francés y vanguardia de la izquierda europea denunció al Régimen autoritario de Daniel Ortega.[408]
- Human Rights Watch denunció abusos contra los manifestantes y cierre de medios de comunicación.[409]
- La principal alianza de oposición de Venezuela, la Mesa de la Unidad Democrática (MUD), respaldó las protestas en contra del Gobierno de Daniel Ortega y aseguró que las víctimas de la violencia en ese país centroamericano son el resultado del «método exportado» por el Ejecutivo venezolano.[410]
- El Comité Permanente de la Conferencia Episcopal Panameña (CEP), se solidarizó con los obispos, la juventud y el pueblo nicaragüense, llamando al diálogo, por medio de un comunicado oficial.[411]
- La Confederación de Norteamérica, Centroamérica y el Caribe de Fútbol (CONCACAF), a raíz de la situación del país, decidió cancelar el Campeonato Femenino Sub-17 que se disputaba en Managua, para garantizar la seguridad de las delegaciones y todo aquel participante de dicho certamen.[412]
- Ex-Presidentes de Costa Rica: Solicitaron a la Organización de las Naciones Unidas por medio de una carta dirigida al Secretario General de las Naciones Unidas que intervenga en la crisis nicaragüense para poner punto final al conflicto.[413]
- Foro de São Paulo reunido en La Habana y en la voz del primer ministro de San Vicente y las Granadinas, Ralph Gonsalves manifestó que deben apoyar a Venezuela, Brasil y Nicaragua.[414]
- Frente Farabundo Martí para la Liberación Nacional: Militantes del partido izquierdista salvadoreño FMLN en Boston, Estados Unidos, condenaron la represión.[415]
- Los escritores españoles autores de la novela sobre el poeta nicaragüense, Rubén Darío, La princesa Paca, Rosa Villacastín y Manuel Francisco Reina, criticaron la falta de libertad.[416]
- Internacional Liberal: aprobó el 7 de julio una resolución en la exige al gobierno de Nicaragua el cese de la represión e insta a reiniciar el diálogo nacional. La resolución fue debatida a iniciativa del partido nicaragüense Ciudadanos por la Libertad (CxL), miembro de dicha organización.[417]
- El PEN Club Internacional, (una asociación mundial de escritores) acusó al gobierno nicaragüense de realizar un "boicot aduanero arbitrario e ilegal que hace 15 meses impuso restricciones a la importación de papel, tinta y otros insumos para la publicación", refiriéndose al cese de circulación de los periódicos El Nuevo Diario y Metro.[418]

### Personalidades
- El exvicepresidente de los Estados Unidos Joe Biden pidió a la comunidad internacional aislar al presidente de Nicaragua, Daniel Ortega, y a su esposa y vicepresidenta, Rosario Murillo, porque son los responsables de la violencia que según organismos humanitarios ha dejado más de 350 muertos. Así lo expresó en una entrevista con el canal NTN24 de televisión de Colombia al fijar su posición frente al tema de Nicaragua.[419]
- José Mujica El senador y expresidente de Uruguay, Pepe Mujica, dijo en el Senado de su país que: “Siento que algo que fue un sueño se desvía, cae en autocracia y entiendo que quienes ayer fueron revolucionarios perdieron el sentido de que en la vida hay momentos en los que hay que decir me voy”. En su intervención en el debate de una declaración sobre Nicaragua dijo que recordaba nombres y compañeros que dejaron su vida en Nicaragua peleando por un sueño.[420]
- Bianca Jagger, nicaragüense activista de derechos humanos, denuncia en una entrevista al gobierno de Ortega y su esposa.[421][422][423]

- El excandidato de izquierda colombiana Gustavo Petro indicó que no hay un verdadero socialismo en Nicaragua y Venezuela.[424]